# Чемпионат мира по хоккею с шайбой 2014
Чемпионат мира по хоккею с шайбой 2014 — 78-й по счёту чемпионат мира, который прошёл в Минске, Беларусь, с 9 по 25 мая. Чемпионат проводился на двух аренах: «Минск-Арена» и «Чижовка-Арена». Решение о проведении турнира в Минске было принято на конгрессе Международной федерации хоккея с шайбой, который проходил в мае 2009 года в Берне.
Чемпионом мира стала сборная России, выигравшая, как в 2008, 2009 и 2012 годах, все свои матчи. В финальном матче сборная России обыграла сборную Финляндии со счётом 5:2. Сборная Швеции завоевала бронзовые медали, обыграв сборную Чехии в матче за 3-е место со счётом 3:0. Хозяева чемпионата — сборная Беларуси попала в плей-офф впервые с 2009 года, но проиграла сборной Швеции со счётом 3:2 в четвертьфинале. Сборные Италии и Казахстана по окончании предварительного этапа выбыли в первый дивизион чемпионата мира 2015.

## Выбор места проведения
О своём желании принять чемпионат также высказывались Венгрия, Латвия (для проведения планировалось строительство нового ледового дворца в Риге), Украина (в Киеве) и Чехия.
В марте 2009 года Чехия, сославшись на экономический кризис, планируемый переход на евро в 2014 году, а также меньший доход из-за проведения чемпионата в один год с зимними Олимпийскими играми в Сочи, отозвала заявку. В Чехии прошёл чемпионат мира 2015 года.
| Страна   | Итоги |
| Беларусь | 75    |
| Венгрия  | 24    |
| Латвия   | 3     |
| Украина  | 2     |

## Участники
В чемпионате принимали участие 16 национальных команд — тринадцать из Европы, две из Северной Америки и одна из Азии. Сборные Италии и Казахстана прошли на чемпионат из первого дивизиона, остальные — с первых четырнадцати мест в высшем дивизионе. Сборная Беларуси участвовала в турнире как организатор, при этом являлась одной из 14 команд из высшего дивизиона.
Эти же сборные участвовали и в чемпионате мира по хоккею с шайбой в 2012 году.

| Азия - Казахстан^ Европа - Беларусь*+ - Чехия* - Дания* - Финляндия* - Франция* - Германия* - Италия^ | - Латвия* - Норвегия* - Россия* - Словакия* - Швеция* - Швейцария* Северная Америка - Канада* - США* | Страны, участвовавшие в чемпионате мира по хоккею с шайбой 2014 |

* = 14 команд автоматически квалифицировались в высший дивизион по итогам ЧМ-2013
^ = 2 команды перешли в высший дивизион по итогам первого дивизиона ЧМ-2013
+ = Хозяева чемпионата 

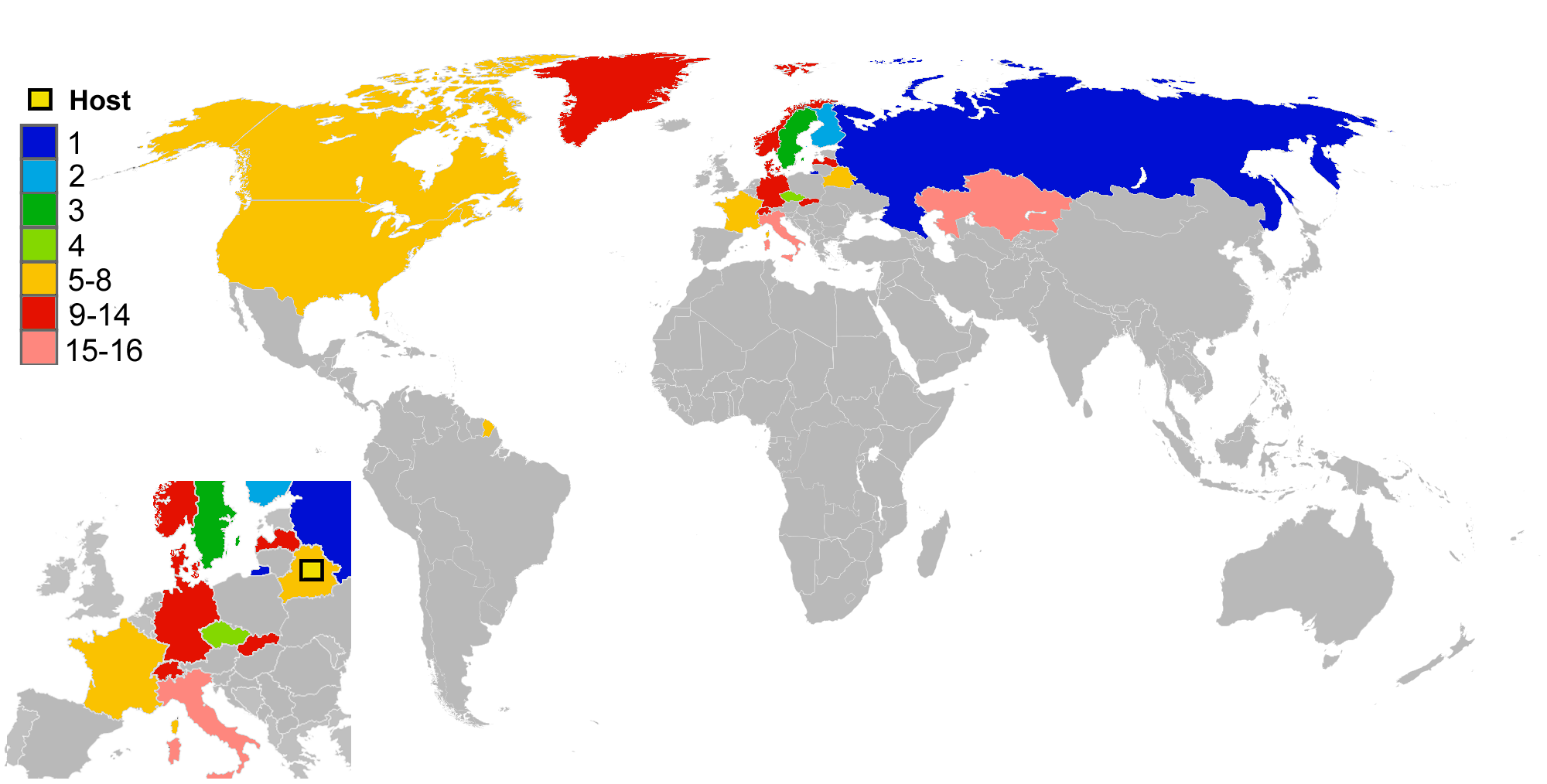
Страны участники и их результаты

Состав групп предварительного раунда ЧМ-2014:
| Группа A Чижовка-Арена                                                      | Группа B Минск-Арена |
| --------------------------------------------------------------------------- | -------------------- |
| Швеция (3)                                                                  | Финляндия (2)        |
| Чехия (4)                                                                   | Россия (1)           |
| Канада (5)                                                                  | США (6)              |
| Словакия (8)                                                                | Швейцария (7)        |
| Норвегия (9)                                                                | Германия (10)        |
| Дания (12)                                                                  | Латвия (11)          |
| Франция (13)                                                                | Беларусь (14)        |
| Италия * (18)                                                               | Казахстан * (16)     |
| * = 2 команды перешли в высший дивизион по итогам первого дивизиона ЧМ-2013 |                      |
| В скобках указано место в рейтинге ИИХФ на момент жеребьёвки                |                      |

## Должностные лица
ИИХФ выбрала 16 судей и 16 линейных судей в качестве официальных судей на Чемпионате мира по хоккею в 2014 году. Ими стали следующие лица:
| - Максим Сидоренко - Мартин Франё - Антонин Ержабек - Владимир Шиндлер - Алекси Рантала - Юри Рённ - Ларс Брюггеман - Даниэль Пехачек | - Вячеслав Буланов - Роман Гофман - Константин Оленин - Игор Дремель - Микаэль Норд - Маркус Виннерборг - Кит Кавал - Стив Патафи |

| - Иван Дедюля - Крис Карлсон - Джастин Халл - Вит Ледерер - Антон Семёнов - Маси Пуолакка - Сакари Суоминен - Пьер Деан | - Андре Шрадер - Юп Лермакерс - Джон Киллиан - Станислав Раминг - Мирослав Валах - Джимми Дамен - Николас Флюри - Пол Карнатан |

## Организация

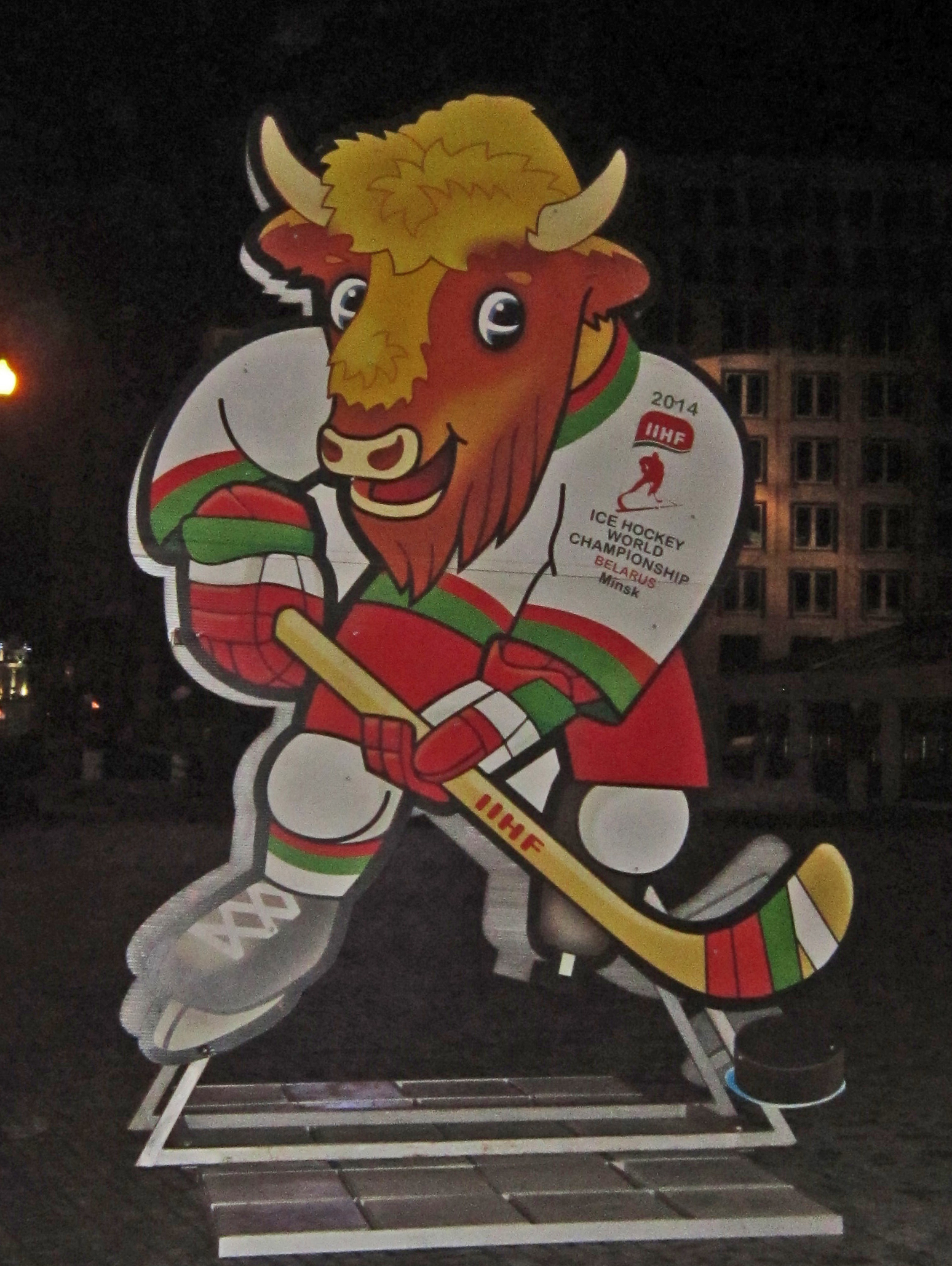
Зубр Волат — официальный талисман чемпионата

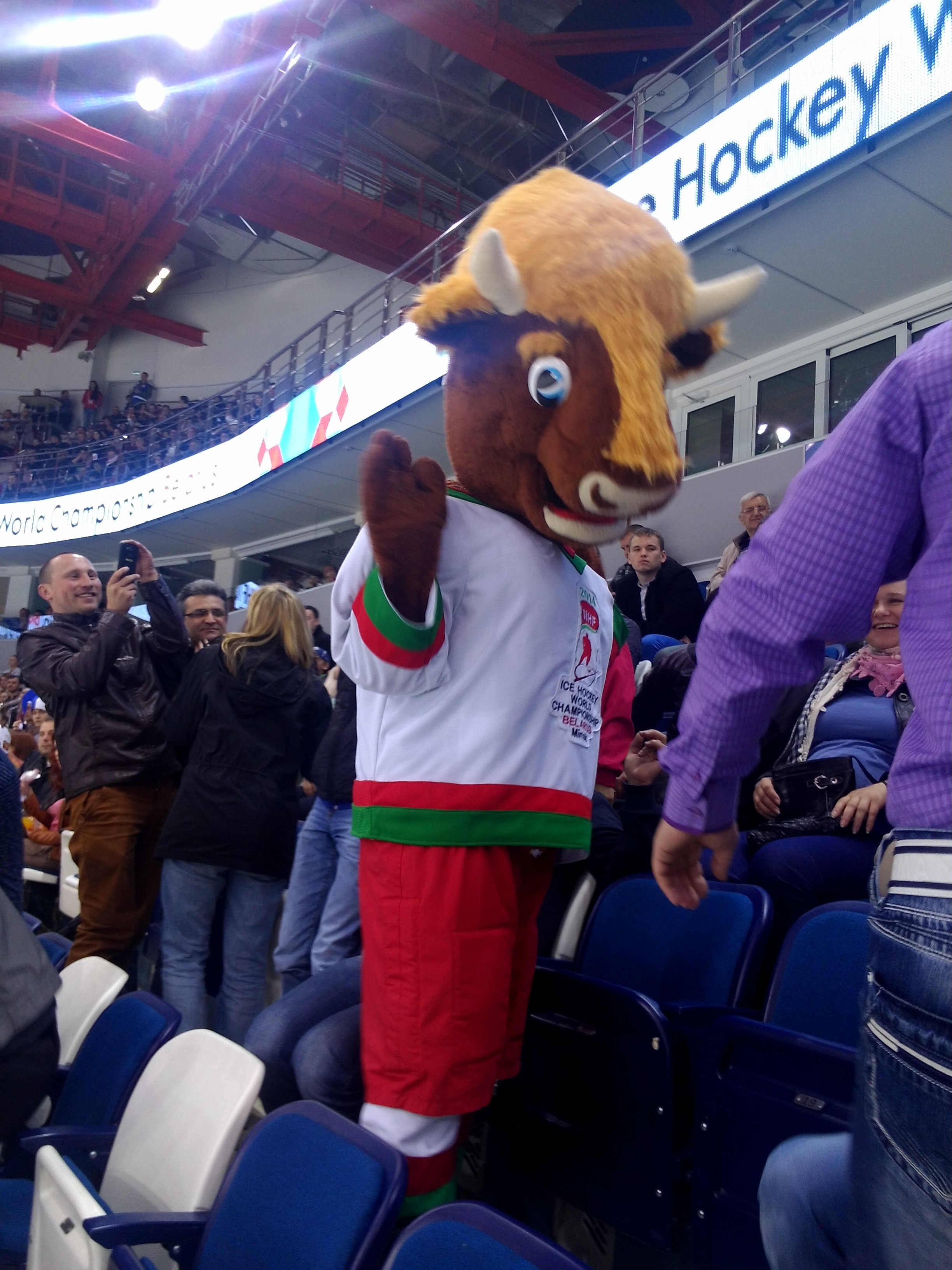
Зубр Волат

В январе 2012 года президент Беларуси Александр Лукашенко подписал указ, в соответствии с которым для официальных участников чемпионата мира и иностранных туристов устанавливается безвизовый порядок въезда на территорию Беларуси в период с 25 апреля по 31 мая 2014 года. Основанием для безвизового въезда для туристов являлось наличие оригинального или электронного билета на матчи чемпионата.
Официальным туристическим оператором чемпионата мира стал Центр по санаторно-курортной работе «ЦентрКурорт» Управления делами Президента Беларуси (ГУ «ЦентрКурорт»). В обязанности организации как туристического оператора ЧМ-2014 входил как обслуживание официальных делегаций, так и обеспечение всех составляющих приема, включая оформление документов для въезда в Беларусь, размещение, сопровождение гидов-переводчиков. Кроме того, ГУ «ЦентрКурорт» занималась формированием туристических пакетов (размещение туристов и болельщиков, распространение билетов на матчи), также ГУ «ЦентрКурорт» занималась продвижением и рекламой Чемпионата мира, чтобы привлечь в Минск как можно больше гостей.
Официальным талисманом чемпионата мира по хоккею с шайбой 2014 стал зубр по имени Волат (в переводе с белорусского языка — «богатырь»), играющий в хоккей (автор — дизайнер Виталий Ортюх).
Во время турнира официальные лица и участники получили возможность бесплатного проезда в общественном транспорте, в то время как болельщики оплачивали проезд в полном объёме. На время чемпионата действовали 12-13 дополнительных маршрутов общественного транспорта для связи хоккейных арен с отелями и общежитиями.
В качестве официального билетного оператора выступил один из крупнейших белорусских сервисов по продаже билетов — компания Ticketpro (ООО «Тикетпро»). Дирекцией чемпионата совместно с билетным оператором была разработана билетная программа, включающая в себя 6 видов абонементов и разовые билеты. Продажи были разделены на 5 этапов и осуществлялись в период с 30 сентября 2013 года по 25 мая 2014 года.
30 сентября 2013 года были озвучены цены на билеты на все матчи чемпионата мира и на различные абонементы. Билеты на игры группового этапа варьировались по цене от 78 до 650 тысяч белорусских рублей (от 6 до 50 евро) в зависимости от расположения места и рейтинга матча. Билеты на четвертьфинальные матчи стоили от 195 тысяч до 1,3 миллиона (от 16 до 110 евро) рублей в зависимости от расположения места, на полуфинальные игры и на матч за бронзовые медали — от 390 тысяч до 2,6 миллиона рублей (от 32 до 212 евро), на финальную игру — от 780 тысяч до 5,2 миллиона рублей (от 64 до 424 евро).
За весь период продаж было реализовано порядка 650 000 билетов на матчи Чемпионата, из которых иностранным болельщикам было реализовано 60 000 тыс. Всего в общей сложности продано порядка 95 % от числа всех билетов, подлежащих продаже. Реализация билетов осуществлялась через точки продаж и сайт Ticketpro, а также партнёрами билетного оператора в соседних странах.
Помимо жителей Беларуси больше всего абонементов и отдельных билетов купили болельщики из России и Латвии.
Для организации проживания в Минске была начата реконструкция существующих отелей и строительство новых. Кроме того, часть болельщиков планировалось разместить в университетских общежитиях. Всего ожидается прибытие до 20 тысяч человек.
На время чемпионата мира в Минске был введён запрет на курение в общественных местах, включая хоккейные площадки, а также в гостиницах. Для заведений общественного питания был установлен потолок наценки от 50 % (заведения третьей категории) до 250 % (заведения категории «люкс»). С 7 мая Министерство торговли Беларуси запретило реализацию пива иностранного производства в магазинах и заведениях общественного питания Минска, которое следовало заменять пивом белорусского производства или разлива.
После окончания четвертьфиналов президент ИИХФ Рене Фазель заявил, что этот чемпионат мира лучший за всё время проведения этих соревнований, которые насчитывают без малого 100 лет.

## Итоги чемпионата в оценке специалистов, СМИ, участников, зрителей

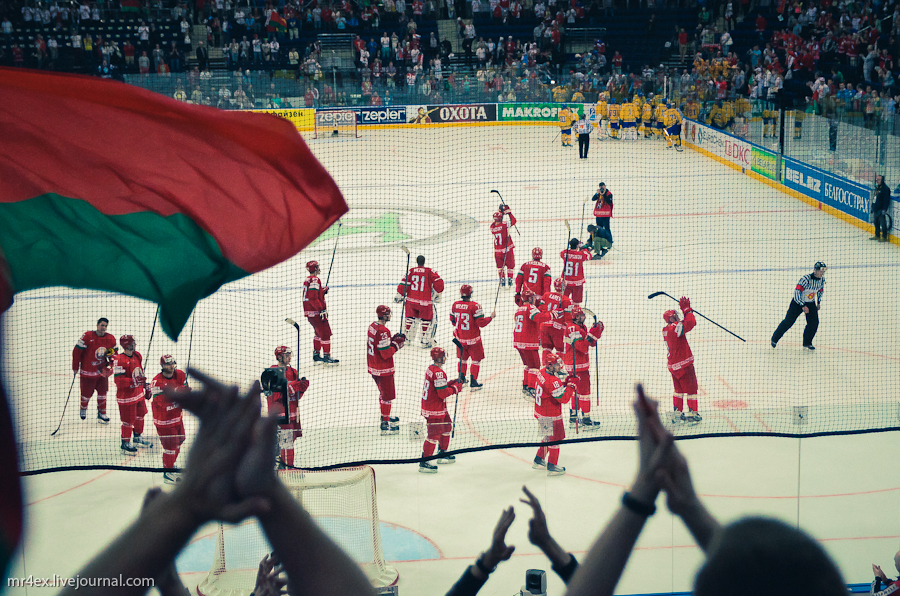
Беларусь — Швеция

## Посещаемость
22 мая 2014 года на турнире был установлен абсолютный рекорд посещаемости (согласно информации из официального микроблога Международной федерации хоккея в Twitter). После четвертьфинальных матчей число зрителей, посетивших встречи чемпионата мира в Минске, достигло 582 032 человек. Прежний рекорд (552 097) был установлен в 2004 году на чемпионате мира в Чехии: в Праге и Остраве. Всего же Чемпионат посетили 643 434 человека.

## Арены
| Беларусь                                                             | Беларусь                         |
| Минск                                                                | Минск                            |
| -------------------------------------------------------------------- | -------------------------------- |
| Минск-Арена Чижовка-АренаРасположение хоккейных арен на карте города |                                  |
| Минск-Арена Вместимость: 15 086                                      | Чижовка-Арена Вместимость: 9 614 |
|                                                                      |                                  |

## Регламент

Почтовая марка Беларуси посвященная чемпионату

В соревновании выступали 16 команд, разделённых на 2 группы по 8 команд в каждой. Внутри своих групп каждая команда проводила по 7 игр предварительного этапа. В каждой группе было проведено 28 матчей. За победу команда получает 3 балла, а её сопернику очки не даются. Если дело доходит до овертайма, то обе команды получают по 1 баллу. Команда, забившая гол в овертайме по правилу «внезапной смерти», получает дополнительное очко. Если овертайм не выявил победителя, назначаются штрафные буллиты. Первые три буллита для каждой из сторон являются основными. Если по результатам серии по три буллита (или досрочного их количества) победитель не определён, то дополнительные штрафные буллиты делятся до первого разного исхода. Команда, победившая по буллитам, так же получает дополнительное, второе очко.
Положение команд в турнирной таблице определяется в первую очередь по числу набранных очков. При равенстве очков далее в расчёт идёт результат личной встречи. Также принимают во внимание такие показатели, как результативность[уточнить], то есть количество заброшенных шайб, и рейтинг ИИХФ. Сборные с более высоким рейтингом оказываются выше в таблице.
Команды, занимающие 1—4 места в группе, проходят в четвертьфинал. Первая команда каждой группы играет против четвёртой команды другой группы, вторая — против третьей. Победитель пары 1A—4B в полуфинале встретится с победителем пары 2B—3A, а во втором полуфинале встретятся победители пар 1B—4A и 2A—3B.
Победители полуфиналов встречаются в финале, где выявляется чемпион мира; проигравшие в полуфиналах команды играют за третье место. Две команды, показавшие наихудший результат на предварительном этапе, выбывают в первый дивизион. Правило не распространяется на сборную Чехии, так как она принимает следующий чемпионат мира на правах страны-хозяйки.

## Предварительный этап
| Таблица обозначений                                                        |
| -------------------------------------------------------------------------- |
| Сборная вышла в четвертьфинал                                              |
| Сборная не вышла в четвертьфинал, но примет участие в Чемпионате мира 2015 |
| Сборная выбыла в первый дивизион чемпионата мира 2015                      |

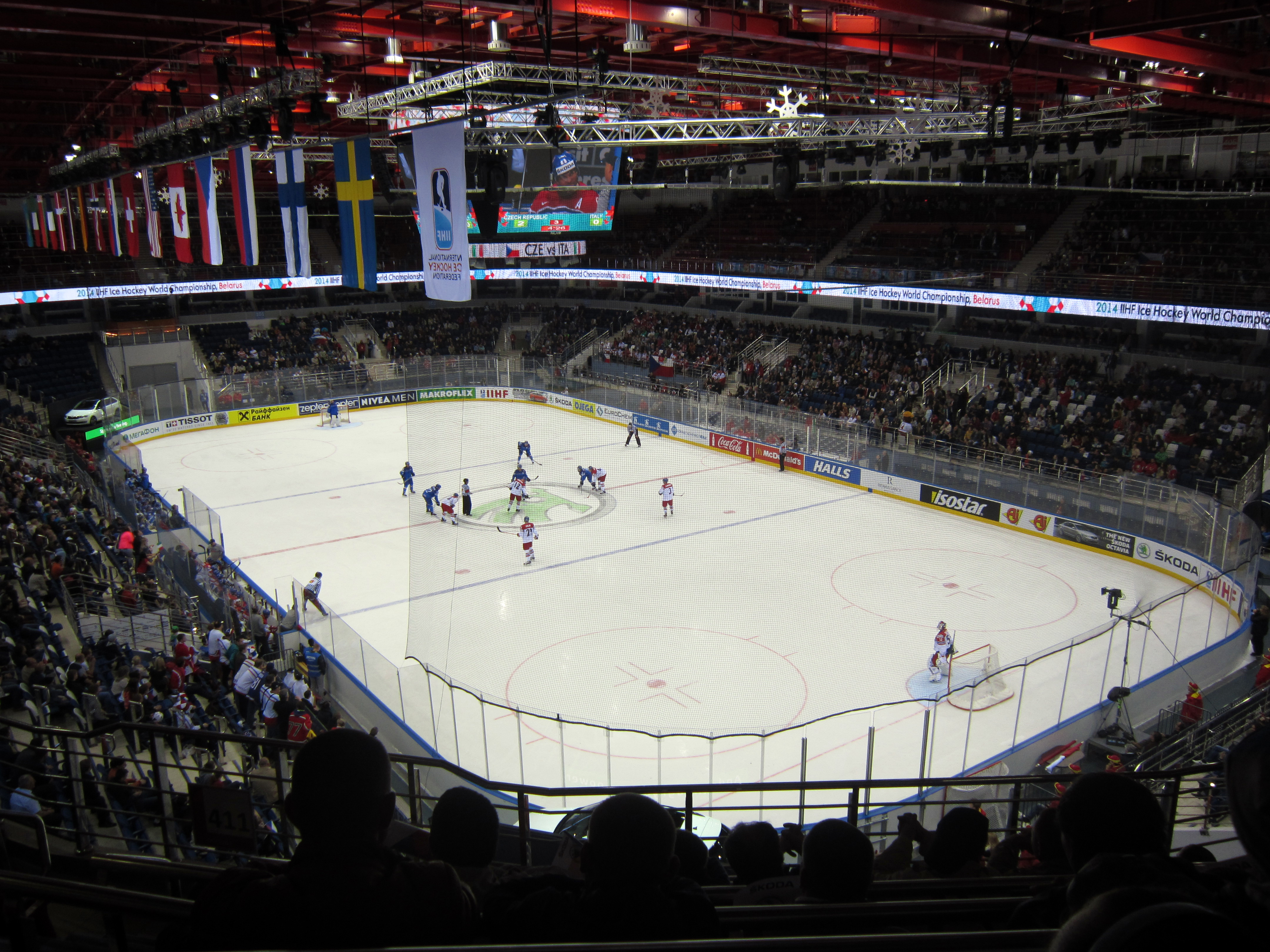
Матч предварительного этапа Чехия—Италия (14 мая). Вбрасывание после второй заброшенной шайбы

Время начала всех матчей указано по местному времени Минска, (UTC+3).

### Группа A (Чижовка-Арена)
В случае если бы сборная Чехии заняла 8-е место, то она не вылетела бы в первый дивизион ЧМ-2015 (так как Чехия является организатором ЧМ-2015), в таком случае вылету подлежала бы команда, занявшая 7-е место.
| \| Команда \| И \| В \| ВО \| ПО \| П \| ГЗ \| ГП \| РГ \| О \| \| -------- \| - \| - \| -- \| -- \| - \| -- \| -- \| --- \| -- \| \| Канада \| 7 \| 5 \| 1 \| 1 \| 0 \| 28 \| 13 \| +15 \| 18 \| \| Швеция \| 7 \| 5 \| 1 \| 1 \| 0 \| 21 \| 10 \| +11 \| 18 \| \| Чехия \| 7 \| 2 \| 2 \| 2 \| 1 \| 20 \| 18 \| +2 \| 12 \| \| Франция \| 7 \| 2 \| 2 \| 1 \| 2 \| 25 \| 20 \| +5 \| 11 \| \| Словакия \| 7 \| 3 \| 0 \| 1 \| 3 \| 20 \| 21 \| −1 \| 10 \| \| Норвегия \| 7 \| 2 \| 0 \| 1 \| 4 \| 16 \| 19 \| −3 \| 7 \| \| Дания \| 7 \| 1 \| 1 \| 0 \| 5 \| 17 \| 27 \| −10 \| 5 \| \| Италия \| 7 \| 1 \| 0 \| 0 \| 6 \| 6 \| 25 \| −19 \| 3 \| | И — Сыграно игр В — Выигрыши в основное время ВО — Выигрыши в дополнительное время ПО — Проигрыши в дополнительное время П — Проигрыши в основное время ГЗ — Шайб забито ГП — Шайб пропущено РГ — Разница забитых и пропущенных шайб О — Количество очков |   |    |    |   |    |    |     |    |
| Команда | И | В | ВО | ПО | П | ГЗ | ГП | РГ  | О  |
| Канада | 7 | 5 | 1  | 1  | 0 | 28 | 13 | +15 | 18 |
| Швеция | 7 | 5 | 1  | 1  | 0 | 21 | 10 | +11 | 18 |
| Чехия | 7 | 2 | 2  | 2  | 1 | 20 | 18 | +2  | 12 |
| Франция | 7 | 2 | 2  | 1  | 2 | 25 | 20 | +5  | 11 |
| Словакия | 7 | 3 | 0  | 1  | 3 | 20 | 21 | −1  | 10 |
| Норвегия | 7 | 2 | 0  | 1  | 4 | 16 | 19 | −3  | 7  |
| Дания | 7 | 1 | 1  | 0  | 5 | 17 | 27 | −10 | 5  |
| Италия | 7 | 1 | 0  | 0  | 6 | 6  | 25 | −19 | 3  |

| 9 мая 2014 16:45 | Франция | 3 : 2 (Б) (1:1, 0:0, 1:1) (ОТ 0:0) (Б: 1:0) | Канада | Чижовка-Арена, Минск Зрителей: 6780 |

| Отчёт | Отчёт                   | Отчёт | Отчёт         | Отчёт                                                                   |
| --- | ----------------------- | --- | ------------- | ----------------------------------------------------------------------- |
| |                         | |               |                                                                         |
| | Кристобаль Юэ           | Вратари | Джеймс Реймер | Судьи: Кит Кавал Стив Пэтэфи Линейные судьи: Николас Флюри Андре Шрадер |
| | Голы:                   | |               | Судьи: Кит Кавал Стив Пэтэфи Линейные судьи: Николас Флюри Андре Шрадер |
| С. Да Коста (Й. Овитю, П. Белльмар) — 17:03 С. Да Коста (А. Руссель) — 52:35 Ж. Дерозье С. Да Коста Пьер-Эдуар Белльмар | 1:0 1:1 1:2 :2 Буллиты: | 19:44 — Б. Шенн (Д. Гаррисон, К. Ходжсон) 50:42 — Э. Гудбрансон (Н. Маккиннон) К. Туррис Ш. Монахан М. Рид |               | Судьи: Кит Кавал Стив Пэтэфи Линейные судьи: Николас Флюри Андре Шрадер |
| |                         | |               | Судьи: Кит Кавал Стив Пэтэфи Линейные судьи: Николас Флюри Андре Шрадер |
| |                         | |               | Судьи: Кит Кавал Стив Пэтэфи Линейные судьи: Николас Флюри Андре Шрадер |
| |                         | |               | Судьи: Кит Кавал Стив Пэтэфи Линейные судьи: Николас Флюри Андре Шрадер |
| 8 мин | Штраф                   | 12 мин |               | Судьи: Кит Кавал Стив Пэтэфи Линейные судьи: Николас Флюри Андре Шрадер |
| |                         | |               |                                                                         |
| | 29                      | Броски | 36            |                                                                         |

| 9 мая 2014 20:45 | Словакия | 2 : 3 (ОТ) (0:1, 2:0, 0:1) (ОТ 0:1) | Чехия | Чижовка-Арена, Минск Зрителей: 6920 |

| Отчёт                                                                   | Отчёт              | Отчёт | Отчёт           | Отчёт                                                                                |
| ----------------------------------------------------------------------- | ------------------ | --- | --------------- | ------------------------------------------------------------------------------------ |
|                                                                         |                    | |                 |                                                                                      |
|                                                                         | Ян Лацо            | Вратари | Александр Салак | Судьи: Вячеслав Буланов Даниэль Пехачек Линейные судьи: Иван Дедюля Станислав Раминг |
|                                                                         | Голы:              | |                 | Судьи: Вячеслав Буланов Даниэль Пехачек Линейные судьи: Иван Дедюля Станислав Раминг |
| М. Миклик (Т. Татар) — 25:17 М. Веденский (М. Ревай, М. Миклик) — 35:45 | 0:1 :1 2:1 2:2 2:3 | 06:24 — О. Немец (Р. Червенка, И. Гудлер) 57:33 — Яромир Ягр (О. Немец, Т. Гертль) 61:50 — Я. Клепиш (О. Виташек, М. Шевц) |                 | Судьи: Вячеслав Буланов Даниэль Пехачек Линейные судьи: Иван Дедюля Станислав Раминг |
|                                                                         |                    | |                 | Судьи: Вячеслав Буланов Даниэль Пехачек Линейные судьи: Иван Дедюля Станислав Раминг |
|                                                                         |                    | |                 | Судьи: Вячеслав Буланов Даниэль Пехачек Линейные судьи: Иван Дедюля Станислав Раминг |
|                                                                         |                    | |                 | Судьи: Вячеслав Буланов Даниэль Пехачек Линейные судьи: Иван Дедюля Станислав Раминг |
| 10 мин                                                                  | Штраф              | 10 мин |                 | Судьи: Вячеслав Буланов Даниэль Пехачек Линейные судьи: Иван Дедюля Станислав Раминг |
|                                                                         |                    | |                 |                                                                                      |
|                                                                         | 16                 | Броски | 33              |                                                                                      |

| 10 мая 2014 12:45 | Италия | 0 : 3 (0:1, 0:1,0:1) | Норвегия | Чижовка-Арена, Минск Зрителей: 7590 |

| Отчёт | Отчёт              | Отчёт | Отчёт       | Отчёт                                                                            |
| ----- | ------------------ | --- | ----------- | -------------------------------------------------------------------------------- |
|       |                    | |             |                                                                                  |
|       | Даниэль Беллиссимо | Вратари | Ларс Хауген | Судьи: Мартин Франё Маркус Виннерборг Линейные судьи: Паул Карнатан Джастин Халл |
|       | Голы:              | |             | Судьи: Мартин Франё Маркус Виннерборг Линейные судьи: Паул Карнатан Джастин Халл |
|       | 0:1 0:2 0:3        | 05:42 — Никлас Роест (Андреас Стене) 31:19 — М. Аск (Сондре Ульден, П. Скрёдер) 53:29 — А. Бастиансен (М. Олимб) |             | Судьи: Мартин Франё Маркус Виннерборг Линейные судьи: Паул Карнатан Джастин Халл |
|       |                    | |             | Судьи: Мартин Франё Маркус Виннерборг Линейные судьи: Паул Карнатан Джастин Халл |
|       |                    | |             | Судьи: Мартин Франё Маркус Виннерборг Линейные судьи: Паул Карнатан Джастин Халл |
|       |                    | |             | Судьи: Мартин Франё Маркус Виннерборг Линейные судьи: Паул Карнатан Джастин Халл |
| 4 мин | Штраф              | 6 мин |             | Судьи: Мартин Франё Маркус Виннерборг Линейные судьи: Паул Карнатан Джастин Халл |
|       |                    | |             |                                                                                  |
|       | 15                 | Броски | 27          |                                                                                  |

| 10 мая 2014 16:45 | Швеция | 3 : 0 (2:0, 0:0, 1:0) | Дания | Чижовка-Арена, Минск Зрителей: 4900 |

| Отчёт                                                                                            | Отчёт           | Отчёт   | Отчёт           | Отчёт                                                                             |
| ------------------------------------------------------------------------------------------------ | --------------- | ------- | --------------- | --------------------------------------------------------------------------------- |
|                                                                                                  |                 |         |                 |                                                                                   |
|                                                                                                  | Андерс Нильссон | Вратари | Патрик Гэлбрайт | Судьи: Даниэль Пехачек Максим Сидоренко Линейные судьи: Вит Ледерер Антон Семёнов |
|                                                                                                  | Голы:           |         |                 | Судьи: Даниэль Пехачек Максим Сидоренко Линейные судьи: Вит Ледерер Антон Семёнов |
| М. Баклунд (М. Экхольм) — 11:41 М. Баклунд (Т. Эриксон, Й. Линдстрем) — 19:23 Г. Нюквист — 48:13 | 1:0 2:0 3:0     |         |                 | Судьи: Даниэль Пехачек Максим Сидоренко Линейные судьи: Вит Ледерер Антон Семёнов |
|                                                                                                  |                 |         |                 | Судьи: Даниэль Пехачек Максим Сидоренко Линейные судьи: Вит Ледерер Антон Семёнов |
|                                                                                                  |                 |         |                 | Судьи: Даниэль Пехачек Максим Сидоренко Линейные судьи: Вит Ледерер Антон Семёнов |
|                                                                                                  |                 |         |                 | Судьи: Даниэль Пехачек Максим Сидоренко Линейные судьи: Вит Ледерер Антон Семёнов |
| 6 мин                                                                                            | Штраф           | 6 мин   |                 | Судьи: Даниэль Пехачек Максим Сидоренко Линейные судьи: Вит Ледерер Антон Семёнов |
|                                                                                                  |                 |         |                 |                                                                                   |
|                                                                                                  | 34              | Броски  | 21              |                                                                                   |

| 10 мая 2014 20:45 | Канада | 4 : 1 (0:0, 1:1, 3:0) | Словакия | Чижовка-Арена, Минск Зрителей: 6200 |

| Отчёт | Отчёт              | Отчёт                                    | Отчёт   | Отчёт                                                                               |
| --- | ------------------ | ---------------------------------------- | ------- | ----------------------------------------------------------------------------------- |
| |                    |                                          |         |                                                                                     |
| | Бен Скривенс       | Вратари                                  | Ян Лацо | Судьи: Микаэль Норд Константин Оленин Линейные судьи: Маси Пуолакка Сакари Суоминен |
| | Голы:              |                                          |         | Судьи: Микаэль Норд Константин Оленин Линейные судьи: Маси Пуолакка Сакари Суоминен |
| Д. Уорд (Д. Гаррисон) — 37:21 К. Ходжсон, (Д. Гаррисон, Н. Кадри) — 47:07 К. Биекса (К. Туррис) — 57:56 Д. Уорд (А. Барроуз, Т. Майерс) — 58:49 | 0:1 :1 2:1 3:1 4:1 | 32:24 — М. Шатан (К. Слобода, М. Миклик) |         | Судьи: Микаэль Норд Константин Оленин Линейные судьи: Маси Пуолакка Сакари Суоминен |
| |                    |                                          |         | Судьи: Микаэль Норд Константин Оленин Линейные судьи: Маси Пуолакка Сакари Суоминен |
| |                    |                                          |         | Судьи: Микаэль Норд Константин Оленин Линейные судьи: Маси Пуолакка Сакари Суоминен |
| |                    |                                          |         | Судьи: Микаэль Норд Константин Оленин Линейные судьи: Маси Пуолакка Сакари Суоминен |
| 8 мин | Штраф              | 10 мин                                   |         | Судьи: Микаэль Норд Константин Оленин Линейные судьи: Маси Пуолакка Сакари Суоминен |
| |                    |                                          |         |                                                                                     |
| | 28                 | Броски                                   | 24      |                                                                                     |

| 11 мая 2014 12:45 | Франция | 1 : 2 (0:0, 1:1, 0:1) | Италия | Чижовка-Арена, Минск Зрителей: 4600 |

| Отчёт                         | Отчёт         | Отчёт                                                                                 | Отчёт              | Отчёт                                                                                 |
| ----------------------------- | ------------- | ------------------------------------------------------------------------------------- | ------------------ | ------------------------------------------------------------------------------------- |
|                               |               |                                                                                       |                    |                                                                                       |
|                               | Кристобаль Юэ | Вратари                                                                               | Даниэль Беллиссимо | Судьи: Вячеслав Буланов Максим Сидоренко Линейные судьи: Антон Семёнов Мирослав Валах |
|                               | Голы:         |                                                                                       |                    | Судьи: Вячеслав Буланов Максим Сидоренко Линейные судьи: Антон Семёнов Мирослав Валах |
| Л. Менье (Ж. Дерозье) — 30:57 | 1:0 1:1 1:2   | 32:53 — Д. Сканделла (Т. Джонсон, Д. Костнер) 59:02 — М. Гандер (Д. Тудин, Т. Ларкин) |                    | Судьи: Вячеслав Буланов Максим Сидоренко Линейные судьи: Антон Семёнов Мирослав Валах |
|                               |               |                                                                                       |                    | Судьи: Вячеслав Буланов Максим Сидоренко Линейные судьи: Антон Семёнов Мирослав Валах |
|                               |               |                                                                                       |                    | Судьи: Вячеслав Буланов Максим Сидоренко Линейные судьи: Антон Семёнов Мирослав Валах |
|                               |               |                                                                                       |                    | Судьи: Вячеслав Буланов Максим Сидоренко Линейные судьи: Антон Семёнов Мирослав Валах |
| 8 мин                         | Штраф         | 14 мин                                                                                |                    | Судьи: Вячеслав Буланов Максим Сидоренко Линейные судьи: Антон Семёнов Мирослав Валах |
|                               |               |                                                                                       |                    |                                                                                       |
|                               | 29            | Броски                                                                                | 17                 |                                                                                       |

| 11 мая 2014 16:45 | Норвегия | 4 : 3 (1:2, 2:0, 1:1) | Дания | Чижовка-Арена, Минск Зрителей: 4837 |

| Отчёт | Отчёт                       | Отчёт | Отчёт          | Отчёт                                                                         |
| --- | --------------------------- | --- | -------------- | ----------------------------------------------------------------------------- |
| |                             | |                |                                                                               |
| | Ларс Хауген                 | Вратари | Саймон Нильсен | Судьи: Игор Дремель Алекси Рантала Линейные судьи: Пол Карнатан Маси Пуолакка |
| | Голы:                       | |                | Судьи: Игор Дремель Алекси Рантала Линейные судьи: Пол Карнатан Маси Пуолакка |
| Й. Холос (М. Олимб) — 06:30 К. Олимб (М. Аск) — 22:39 П. Скрёдер — 31:29 М. Trигг (М. Олимб, Й. Холос) — 52:15 | 0:1 0:2 1:2 2:2 3:2 4:2 4:3 | 02:35 — М. Поульсен (М. Греэн) 02:55 — Ф. Сторм (П. Бьоркстранд, Э. Кристенсен) 56:27 — Я. Хансен (Н. Йенсен) |                | Судьи: Игор Дремель Алекси Рантала Линейные судьи: Пол Карнатан Маси Пуолакка |
| |                             | |                | Судьи: Игор Дремель Алекси Рантала Линейные судьи: Пол Карнатан Маси Пуолакка |
| |                             | |                | Судьи: Игор Дремель Алекси Рантала Линейные судьи: Пол Карнатан Маси Пуолакка |
| |                             | |                | Судьи: Игор Дремель Алекси Рантала Линейные судьи: Пол Карнатан Маси Пуолакка |
| 20 мин | Штраф                       | 14 мин |                | Судьи: Игор Дремель Алекси Рантала Линейные судьи: Пол Карнатан Маси Пуолакка |
| |                             | |                |                                                                               |
| | 27                          | Броски | 18             |                                                                               |

| 11 мая 2014 20:45 | Швеция | 4 : 3 (Б) (1:2, 1:1, 1:0) (ОТ 0:0) (Б: 1:0) | Чехия | Чижовка-Арена, Минск Зрителей: 6018 |

| Отчёт | Отчёт                           | Отчёт | Отчёт           | Отчёт                                                                            |
| --- | ------------------------------- | --- | --------------- | -------------------------------------------------------------------------------- |
| |                                 | |                 |                                                                                  |
| | Андерс Нильссон                 | Вратари | Александр Салак | Судьи: Роман Гофман Константин Оленин Линейные судьи: Николас Флюри Андре Шрадер |
| | Голы:                           | |                 | Судьи: Роман Гофман Константин Оленин Линейные судьи: Николас Флюри Андре Шрадер |
| О. Меллер (М. Баклунд) — 11:26 О. Меллер (Д. Эрикссон, Й. Линдстрем) — 36:02 Й. Линдстрем (М. Нигрен, О. Меллер) — 48:40 М. Баклунд Л. Класен Й. Линдстрем | 0:1 :1 1:2 1:3 2:3 3:3 Буллиты: | 00:08 — Т. Гертл (О. Немец, Т. Ролинек) 19:35 — И. Гудлер (М. Шевц, Я. Коварж) 31:53 — М. Жатович (Т. Гертл, О. Немец) Я. Коварж Я. Клепиш Р. Червенка |                 | Судьи: Роман Гофман Константин Оленин Линейные судьи: Николас Флюри Андре Шрадер |
| |                                 | |                 | Судьи: Роман Гофман Константин Оленин Линейные судьи: Николас Флюри Андре Шрадер |
| |                                 | |                 | Судьи: Роман Гофман Константин Оленин Линейные судьи: Николас Флюри Андре Шрадер |
| |                                 | |                 | Судьи: Роман Гофман Константин Оленин Линейные судьи: Николас Флюри Андре Шрадер |
| 12 мин | Штраф                           | 10 мин |                 | Судьи: Роман Гофман Константин Оленин Линейные судьи: Николас Флюри Андре Шрадер |
| |                                 | |                 |                                                                                  |
| | 25                              | Броски | 33              |                                                                                  |

| 12 мая 2014 16:45 | Словакия | 3 : 5 (1:0, 2:1, 0:4) | Франция | Чижовка-Арена, Минск Зрителей: 5358 |

| Отчёт                                                                                          | Отчёт                           | Отчёт | Отчёт         | Отчёт                                                                  |
| ---------------------------------------------------------------------------------------------- | ------------------------------- | --- | ------------- | ---------------------------------------------------------------------- |
|                                                                                                |                                 | |               |                                                                        |
|                                                                                                | Ян Лацо                         | Вратари | Кристобаль Юэ | Судьи: Кит Кавал Стив Патафи Линейные судьи: Иван Дедюля Николас Флюри |
|                                                                                                | Голы:                           | |               | Судьи: Кит Кавал Стив Патафи Линейные судьи: Иван Дедюля Николас Флюри |
| Л. Надь (К. Слобода) — 15:36 Л. Надь (М. Шатан) — 23:31 М. Шатан (Ю. Валах, М. Миклик) — 36:11 | 1:0 2:0 2:1 3:1 3:2 3:3 3:4 3:5 | 26:23 — Б. Амар (Ж. Дерозье, Т. да Коста) 50:30 — Б. Амар (Э. Гуттиг) 50:56 — А. Руссель (Николя Беш) 56:19 — Д. Флёри (Т. да Коста, Э. Гуттиг) 59:32 — А. Руссель |               | Судьи: Кит Кавал Стив Патафи Линейные судьи: Иван Дедюля Николас Флюри |
|                                                                                                |                                 | |               | Судьи: Кит Кавал Стив Патафи Линейные судьи: Иван Дедюля Николас Флюри |
|                                                                                                |                                 | |               | Судьи: Кит Кавал Стив Патафи Линейные судьи: Иван Дедюля Николас Флюри |
|                                                                                                |                                 | |               | Судьи: Кит Кавал Стив Патафи Линейные судьи: Иван Дедюля Николас Флюри |
| 14 мин                                                                                         | Штраф                           | 10 мин |               | Судьи: Кит Кавал Стив Патафи Линейные судьи: Иван Дедюля Николас Флюри |
|                                                                                                |                                 | |               |                                                                        |
|                                                                                                | 22                              | Броски | 25            |                                                                        |

| 12 мая 2014 20:45 | Чехия | 3 : 4 (1:1, 0:3, 2:0) | Канада | Чижовка-Арена, Минск Зрителей: 6317 |

| Отчёт                                                                                                | Отчёт                       | Отчёт | Отчёт         | Отчёт                                                                                    |
| --- | --------------------------- | --- | ------------- | ---------------------------------------------------------------------------------------- |
| |                             | |               |                                                                                          |
| | Якуб Коварж Александр Салак | Вратари | Джеймс Раймер | Судьи: Ларс Брюггеманн Вячеслав Буланов Линейные судьи: Станислав Раминг Сакари Суоминен |
| | Голы:                       | |               | Судьи: Ларс Брюггеманн Вячеслав Буланов Линейные судьи: Станислав Раминг Сакари Суоминен |
| Р. Червенка (В. Соботка, Я. Клепиш) — 05:55 И. Новотны (И. Гудлер) — 52:11 Т. Гертл (Я. Ягр) — 53:00 | 1:0 1:1 1:2 1:3 1:4 2:4 3:4 | 09:56 — Д. Уорд (Ш. Монахан, Д. Юбердо) 23:22 — К. Туррис (М. Рид, Д. Химера) 36:07 — Н. Маккиннон (Д. Уорд, Р. Эллис) 36:24 — М. Райлли (К. Биекса) |               | Судьи: Ларс Брюггеманн Вячеслав Буланов Линейные судьи: Станислав Раминг Сакари Суоминен |
| |                             | |               | Судьи: Ларс Брюггеманн Вячеслав Буланов Линейные судьи: Станислав Раминг Сакари Суоминен |
| |                             | |               | Судьи: Ларс Брюггеманн Вячеслав Буланов Линейные судьи: Станислав Раминг Сакари Суоминен |
| |                             | |               | Судьи: Ларс Брюггеманн Вячеслав Буланов Линейные судьи: Станислав Раминг Сакари Суоминен |
| 37 мин                                                                                               | Штраф                       | 6 мин |               | Судьи: Ларс Брюггеманн Вячеслав Буланов Линейные судьи: Станислав Раминг Сакари Суоминен |
| |                             | |               |                                                                                          |
| | 34                          | Броски | 20            |                                                                                          |

| 13 мая 2014 16:45 | Италия | 1 : 4 (1:1, 2:0, 1:0) | Дания | Чижовка-Арена, Минск Зрителей: 5092 |

| Отчёт                             | Отчёт              | Отчёт | Отчёт         | Отчёт                                                                          |
| --------------------------------- | ------------------ | --- | ------------- | ------------------------------------------------------------------------------ |
|                                   |                    | |               |                                                                                |
|                                   | Даниэль Беллиссимо | Вратари | Симон Нильсен | Судьи: Антонин Йержабек Микаэль Норд Линейные судьи: Пол Карнатан Джимми Дамен |
|                                   | Голы:              | |               | Судьи: Антонин Йержабек Микаэль Норд Линейные судьи: Пол Карнатан Джимми Дамен |
| Д. Костнер (Д. Сканделла) — 12:15 | 0:1 :1 1:2 1:3 1:4 | 02:51 — Д. Йенсен (П. Бьоркстранд, Ф. Сторм) 35:50 — Я. Хансен 36:19 — Э. Кристенсен (Д. Якобсен, М. Бёдкер) 57:34 — К. Стаал (М. Бёдкер, Ф. Ларсен) |               | Судьи: Антонин Йержабек Микаэль Норд Линейные судьи: Пол Карнатан Джимми Дамен |
|                                   |                    | |               | Судьи: Антонин Йержабек Микаэль Норд Линейные судьи: Пол Карнатан Джимми Дамен |
|                                   |                    | |               | Судьи: Антонин Йержабек Микаэль Норд Линейные судьи: Пол Карнатан Джимми Дамен |
|                                   |                    | |               | Судьи: Антонин Йержабек Микаэль Норд Линейные судьи: Пол Карнатан Джимми Дамен |
| 8 мин                             | Штраф              | 8 мин |               | Судьи: Антонин Йержабек Микаэль Норд Линейные судьи: Пол Карнатан Джимми Дамен |
|                                   |                    | |               |                                                                                |
|                                   | 13                 | Броски | 31            |                                                                                |

| 13 мая 2014 20:45 | Норвегия | 1 : 2 (0:0, 1:1, 0:1) | Швеция | Чижовка-Арена, Минск Зрителей: 6389 |

| Отчёт                          | Отчёт          | Отчёт                                                                                  | Отчёт           | Отчёт                                                                      |
| ------------------------------ | -------------- | -------------------------------------------------------------------------------------- | --------------- | -------------------------------------------------------------------------- |
|                                |                |                                                                                        |                 |                                                                            |
|                                | Штеффен Себерг | Вратари                                                                                | Андерс Нильссон | Судьи: Юри Ронн Максим Сидоренко Линейные судьи: Вит Ледерер Антон Семенов |
|                                | Голы:          |                                                                                        |                 | Судьи: Юри Ронн Максим Сидоренко Линейные судьи: Вит Ледерер Антон Семенов |
| С. Ульден (П. Скрёдер) — 22:47 | 1:0 1:1 1:2    | 36:33 — Й. Линдстрем (М. Нигрен, О. Меллер) 47:18 — Л. Класен (Г. Нюквист, Т. Эриксон) |                 | Судьи: Юри Ронн Максим Сидоренко Линейные судьи: Вит Ледерер Антон Семенов |
|                                |                |                                                                                        |                 | Судьи: Юри Ронн Максим Сидоренко Линейные судьи: Вит Ледерер Антон Семенов |
|                                |                |                                                                                        |                 | Судьи: Юри Ронн Максим Сидоренко Линейные судьи: Вит Ледерер Антон Семенов |
|                                |                |                                                                                        |                 | Судьи: Юри Ронн Максим Сидоренко Линейные судьи: Вит Ледерер Антон Семенов |
| 14 мин                         | Штраф          | 12 мин                                                                                 |                 | Судьи: Юри Ронн Максим Сидоренко Линейные судьи: Вит Ледерер Антон Семенов |
|                                |                |                                                                                        |                 |                                                                            |
|                                | 14             | Броски                                                                                 | 35              |                                                                            |

| 14 мая 2014 16:45 | Чехия | 2 : 0 (0:0, 1:0, 1:0) | Италия | Чижовка-Арена, Минск Зрителей: 4160 |

| Отчёт                                                               | Отчёт           | Отчёт   | Отчёт              | Отчёт                                                                           |
| ------------------------------------------------------------------- | --------------- | ------- | ------------------ | ------------------------------------------------------------------------------- |
|                                                                     |                 |         |                    |                                                                                 |
|                                                                     | Александр Салак | Вратари | Даниэль Беллиссимо | Судьи: Максим Сидоренко Маркус Виннерборг Линейные судьи: Иван Дедюля Пьер Деан |
|                                                                     | Голы:           |         |                    | Судьи: Максим Сидоренко Маркус Виннерборг Линейные судьи: Иван Дедюля Пьер Деан |
| И. Секач (И. Гудлер, О. Немец) — 22:53 Я. Ягр (Р. Червенка) — 55:34 | 1:0 2:0         |         |                    | Судьи: Максим Сидоренко Маркус Виннерборг Линейные судьи: Иван Дедюля Пьер Деан |
|                                                                     |                 |         |                    | Судьи: Максим Сидоренко Маркус Виннерборг Линейные судьи: Иван Дедюля Пьер Деан |
|                                                                     |                 |         |                    | Судьи: Максим Сидоренко Маркус Виннерборг Линейные судьи: Иван Дедюля Пьер Деан |
|                                                                     |                 |         |                    | Судьи: Максим Сидоренко Маркус Виннерборг Линейные судьи: Иван Дедюля Пьер Деан |
| 4 мин                                                               | Штраф           | 10 мин  |                    | Судьи: Максим Сидоренко Маркус Виннерборг Линейные судьи: Иван Дедюля Пьер Деан |
|                                                                     |                 |         |                    |                                                                                 |
|                                                                     | 37              | Броски  | 11                 |                                                                                 |

| 14 мая 2014 20:45 | Словакия | 5 : 2 (2:2, 1:0, 2:0) | Норвегия | Чижовка-Арена, Минск Зрителей: 5881 |

| Отчёт | Отчёт                       | Отчёт                                                               | Отчёт       | Отчёт                                                                          |
| --- | --------------------------- | ------------------------------------------------------------------- | ----------- | ------------------------------------------------------------------------------ |
| |                             |                                                                     |             |                                                                                |
| | Ян Лацо                     | Вратари                                                             | Ларс Хауген | Судьи: Ларс Брюггеманн Роман Гофман Линейные судьи: Крис Карлсон Николас Флюри |
| | Голы:                       |                                                                     |             | Судьи: Ларс Брюггеманн Роман Гофман Линейные судьи: Крис Карлсон Николас Флюри |
| Т. Татар (И. Шварны, Ю. Микуш) — 01:06 Ю. Микуш (М. Миклик, М. Дялога) — 09:17 Л. Надь (М. Маринчин) — 39:42 Л. Надь (М. Дялога, Я. Лацо) — 47:47 М. Миклик (Т. Татар) — 48:33 | 1:0 1:1 2:1 2:2 3:2 4:2 5:2 | 05:39 — А. Бонсаксен (А. Стене) 11:07 — М. Аск (К. Олимб, М. Олимб) |             | Судьи: Ларс Брюггеманн Роман Гофман Линейные судьи: Крис Карлсон Николас Флюри |
| |                             |                                                                     |             | Судьи: Ларс Брюггеманн Роман Гофман Линейные судьи: Крис Карлсон Николас Флюри |
| |                             |                                                                     |             | Судьи: Ларс Брюггеманн Роман Гофман Линейные судьи: Крис Карлсон Николас Флюри |
| |                             |                                                                     |             | Судьи: Ларс Брюггеманн Роман Гофман Линейные судьи: Крис Карлсон Николас Флюри |
| 8 мин | Штраф                       | 8 мин                                                               |             | Судьи: Ларс Брюггеманн Роман Гофман Линейные судьи: Крис Карлсон Николас Флюри |
| |                             |                                                                     |             |                                                                                |
| | 33                          | Броски                                                              | 20          |                                                                                |

| 15 мая 2014 16:45 | Канада | 6 : 1 (1:1, 1:0, 4:0) | Дания | Чижовка-Арена, Минск Зрителей: 7085 |

| Отчёт | Отчёт                       | Отчёт                                   | Отчёт           | Отчёт                                                                               |
| --- | --------------------------- | --------------------------------------- | --------------- | ----------------------------------------------------------------------------------- |
| |                             |                                         |                 |                                                                                     |
| | Бен Скривенс                | Вратари                                 | Патрик Гэлбрейт | Судьи: Игор Дремель Владимир Шиндлер Линейные судьи: Маси Пуолакка Станислав Раминг |
| | Голы:                       |                                         |                 | Судьи: Игор Дремель Владимир Шиндлер Линейные судьи: Маси Пуолакка Станислав Раминг |
| К. Ходжсон (Н. Кадри, Р. Эллис) — 05:24 К. Ходжсон — 25:03 М. Рид (К. Туррис, Д. Химера) — 41:15 М. Рид (К. Туррис, Т. Майерс) — 43:08 Д. Юбердо (М. Райлли, Р. Эллис) — 48:35 К. Ходжсон (Д. Гаррисон, Н. Кадри) — 50:24 | 1:0 1:1 2:1 3:1 4:1 5:1 6:1 | 09:06 — Н. Йенсен (М. Мадсен, К. Стаал) |                 | Судьи: Игор Дремель Владимир Шиндлер Линейные судьи: Маси Пуолакка Станислав Раминг |
| |                             |                                         |                 | Судьи: Игор Дремель Владимир Шиндлер Линейные судьи: Маси Пуолакка Станислав Раминг |
| |                             |                                         |                 | Судьи: Игор Дремель Владимир Шиндлер Линейные судьи: Маси Пуолакка Станислав Раминг |
| |                             |                                         |                 | Судьи: Игор Дремель Владимир Шиндлер Линейные судьи: Маси Пуолакка Станислав Раминг |
| 8 мин | Штраф                       | 8 мин                                   |                 | Судьи: Игор Дремель Владимир Шиндлер Линейные судьи: Маси Пуолакка Станислав Раминг |
| |                             |                                         |                 |                                                                                     |
| | 46                          | Броски                                  | 30              |                                                                                     |

| 15 мая 2014 20:45 | Швеция | 2 : 1 (0:0, 2:0, 0:1) | Франция | Чижовка-Арена, Минск Зрителей: 7045 |

| Отчёт                                                                                        | Отчёт         | Отчёт               | Отчёт         | Отчёт                                                                            |
| -------------------------------------------------------------------------------------------- | ------------- | ------------------- | ------------- | -------------------------------------------------------------------------------- |
|                                                                                              |               |                     |               |                                                                                  |
|                                                                                              | Линус Уллмарк | Вратари             | Флориан Харди | Судьи: Антонин Йержабек Алекси Рантала Линейные судьи: Пол Карнатан Джастин Халл |
|                                                                                              | Голы:         |                     |               | Судьи: Антонин Йержабек Алекси Рантала Линейные судьи: Пол Карнатан Джастин Халл |
| Д. Лундквист (Д. Расмуссен, Л. Класен) — 35:32 О. Меллер (Н. Андерсен, Й. Линдстрем) — 35:49 | 1:0 2:0 2:1   | 44:52 — С. Да Коста |               | Судьи: Антонин Йержабек Алекси Рантала Линейные судьи: Пол Карнатан Джастин Халл |
|                                                                                              |               |                     |               | Судьи: Антонин Йержабек Алекси Рантала Линейные судьи: Пол Карнатан Джастин Халл |
|                                                                                              |               |                     |               | Судьи: Антонин Йержабек Алекси Рантала Линейные судьи: Пол Карнатан Джастин Халл |
|                                                                                              |               |                     |               | Судьи: Антонин Йержабек Алекси Рантала Линейные судьи: Пол Карнатан Джастин Халл |
| 8 мин                                                                                        | Штраф         | 20 мин              |               | Судьи: Антонин Йержабек Алекси Рантала Линейные судьи: Пол Карнатан Джастин Халл |
|                                                                                              |               |                     |               |                                                                                  |
|                                                                                              | 34            | Броски              | 18            |                                                                                  |

| 16 мая 2014 16:45 | Канада | 6 : 1 (1:0, 4:0, 1:1) | Италия | Чижовка-Арена, Минск Зрителей: 5772 |

| Отчёт | Отчёт                       | Отчёт                                          | Отчёт                              | Отчёт                                                                          |
| --- | --------------------------- | ---------------------------------------------- | ---------------------------------- | ------------------------------------------------------------------------------ |
| |                             |                                                |                                    |                                                                                |
| | Джеймс Раймер               | Вратари                                        | Даниэль Беллиссимо Андреас Бернард | Судьи: Роман Гофман Даниэль Пехачек Линейные судьи: Пьер Деан Станислав Раминг |
| | Голы:                       |                                                |                                    | Судьи: Роман Гофман Даниэль Пехачек Линейные судьи: Пьер Деан Станислав Раминг |
| Д. Уорд — 13:07 К. Ходжсон — 21:39 Д. Химера (Д. Уорд, М. Шейфеле) — 26:02 К. Туррис (М. Рид) — 29:19 К. Ходжсон (Б. Шенн, Н. Маккиннон) — 36:15 Б. Шенн (Д. Юбердо, Н. Маккиннон) — 56:30 | 1:0 2:0 3:0 4:0 5:0 5:1 6:1 | 41:12 — Д. Боррелли (Д. Сканделла, Т. Джонсон) |                                    | Судьи: Роман Гофман Даниэль Пехачек Линейные судьи: Пьер Деан Станислав Раминг |
| |                             |                                                |                                    | Судьи: Роман Гофман Даниэль Пехачек Линейные судьи: Пьер Деан Станислав Раминг |
| |                             |                                                |                                    | Судьи: Роман Гофман Даниэль Пехачек Линейные судьи: Пьер Деан Станислав Раминг |
| |                             |                                                |                                    | Судьи: Роман Гофман Даниэль Пехачек Линейные судьи: Пьер Деан Станислав Раминг |
| 14 мин | Штраф                       | 33 мин                                         |                                    | Судьи: Роман Гофман Даниэль Пехачек Линейные судьи: Пьер Деан Станислав Раминг |
| |                             |                                                |                                    |                                                                                |
| | 34                          | Броски                                         | 22                                 |                                                                                |

| 16 мая 2014 20:45 | Швеция | 3 : 1 (2:0, 0:1, 1:0) | Словакия | Чижовка-Арена, Минск Зрителей: 7563 |

| Отчёт                                                                                              | Отчёт           | Отчёт                                    | Отчёт                | Отчёт                                                                      |
| -------------------------------------------------------------------------------------------------- | --------------- | ---------------------------------------- | -------------------- | -------------------------------------------------------------------------- |
| |                 |                                          |                      |                                                                            |
| | Андерс Нильссон | Вратари                                  | Ян Лацо Ярослав Янус | Судьи: Юри Ронн Владимир Шиндлер Линейные судьи: Крис Карлсон Юп Лермакерс |
| | Голы:           |                                          |                      | Судьи: Юри Ронн Владимир Шиндлер Линейные судьи: Крис Карлсон Юп Лермакерс |
| Г. Нюквист (Д. Аксельссон) — 10:05 М. Баклунд (Й. Линдстрем) — 19:49 М. Нигрен (Л. Класен) — 41:58 | 1:0 2:0 2:1 3:1 | 29:12 — М. Ревай (М. Маринчин, Т. Татар) |                      | Судьи: Юри Ронн Владимир Шиндлер Линейные судьи: Крис Карлсон Юп Лермакерс |
| |                 |                                          |                      | Судьи: Юри Ронн Владимир Шиндлер Линейные судьи: Крис Карлсон Юп Лермакерс |
| |                 |                                          |                      | Судьи: Юри Ронн Владимир Шиндлер Линейные судьи: Крис Карлсон Юп Лермакерс |
| |                 |                                          |                      | Судьи: Юри Ронн Владимир Шиндлер Линейные судьи: Крис Карлсон Юп Лермакерс |
| 8 мин                                                                                              | Штраф           | 8 мин                                    |                      | Судьи: Юри Ронн Владимир Шиндлер Линейные судьи: Крис Карлсон Юп Лермакерс |
| |                 |                                          |                      |                                                                            |
| | 40              | Броски                                   | 21                   |                                                                            |

| 17 мая 2014 12:45 | Франция | 5 : 4 (Б) (0:1, 3:1, 1:2) (ОТ 0:0) (Б: 1:0) | Норвегия | Чижовка-Арена, Минск Зрителей: 6103 |

| Отчёт | Отчёт                                    | Отчёт | Отчёт       | Отчёт                                                                                |
| --- | ---------------------------------------- | --- | ----------- | ------------------------------------------------------------------------------------ |
| |                                          | |             |                                                                                      |
| | Кристобаль Юэ                            | Вратари | Ларс Хауген | Судьи: Константин Оленин Даниэль Пехачек Линейные судьи: Андре Шрадер Мирослав Валах |
| | Голы:                                    | |             | Судьи: Константин Оленин Даниэль Пехачек Линейные судьи: Андре Шрадер Мирослав Валах |
| А. Руссель (А. Манавьян, П-Э. Бельмар) — 37:25 Й. Треилле (Й. Аувиту, Ж. Дерозье) — 37:51 А. Руссель (С. Да Коста, П-Э. Бельмар) — 38:16 П-Э. Бельмар (А. Руссель) — 42:37 Д. Флёри П-Э. Бельмар С. Да Коста | 0:1 0:2 1:2 2:2 3:2 3:3 4:3 4:4 Буллиты: | 11:28 — М. Трайг (К. Олимб, М. Олимб) 21:47 — М. Аск (М. Олимб, К. Олимб) 41:30 — Д. Сервик (М. Аск) 45:48 — М. Олимб (К. Олимб) К. Олимб П.Оге Скрёдер А. Бастиансен |             | Судьи: Константин Оленин Даниэль Пехачек Линейные судьи: Андре Шрадер Мирослав Валах |
| |                                          | |             | Судьи: Константин Оленин Даниэль Пехачек Линейные судьи: Андре Шрадер Мирослав Валах |
| |                                          | |             | Судьи: Константин Оленин Даниэль Пехачек Линейные судьи: Андре Шрадер Мирослав Валах |
| |                                          | |             | Судьи: Константин Оленин Даниэль Пехачек Линейные судьи: Андре Шрадер Мирослав Валах |
| 18 мин | Штраф                                    | 4 мин |             | Судьи: Константин Оленин Даниэль Пехачек Линейные судьи: Андре Шрадер Мирослав Валах |
| |                                          | |             |                                                                                      |
| | 36                                       | Броски | 28          |                                                                                      |

| 17 мая 2014 16:45 | Дания | 4 : 3 (Б) (1:2, 0:0, 2:1) (ОТ 0:0) (Б: 1:0) | Чехия | Чижовка-Арена, Минск Зрителей: 6892 |

| Отчёт | Отчёт                            | Отчёт | Отчёт           | Отчёт                                                                   |
| --- | -------------------------------- | --- | --------------- | ----------------------------------------------------------------------- |
| |                                  | |                 |                                                                         |
| | Симон Нильсен                    | Вратари | Александр Салак | Судьи: Кит Кавал Стив Патафи Линейные судьи: Крис Карлсон Антон Семёнов |
| | Голы:                            | |                 | Судьи: Кит Кавал Стив Патафи Линейные судьи: Крис Карлсон Антон Семёнов |
| С. Лассен (М. Кристенсен) — 09:56 Д. Йенсен (К. Стаал, Я. Хансен) — 55:31 П. Бьоркстранд (Я. Хансен, М. Мадсен) — 59:07 М. Бёдкер Н. Йенсен | 0:1 0:2 1:2 1:3 2:3 3:3 Буллиты: | 04:26 — Я. Клепиш (Я. Ягр, О. Немец) 06:55 — Я. Ягр (В. Соботка) 45:04 — Я. Киндл (Я. Клепиш, Р. Червенка) Я. Клепиш И. Гудлер Я. Ягр |                 | Судьи: Кит Кавал Стив Патафи Линейные судьи: Крис Карлсон Антон Семёнов |
| |                                  | |                 | Судьи: Кит Кавал Стив Патафи Линейные судьи: Крис Карлсон Антон Семёнов |
| |                                  | |                 | Судьи: Кит Кавал Стив Патафи Линейные судьи: Крис Карлсон Антон Семёнов |
| |                                  | |                 | Судьи: Кит Кавал Стив Патафи Линейные судьи: Крис Карлсон Антон Семёнов |
| 10 мин | Штраф                            | 10 мин |                 | Судьи: Кит Кавал Стив Патафи Линейные судьи: Крис Карлсон Антон Семёнов |
| |                                  | |                 |                                                                         |
| | 27                               | Броски | 32              |                                                                         |

| 17 мая 2014 20:45 | Словакия | 4 : 1 (1:0, 2:1, 1:0) | Италия | Чижовка-Арена, Минск Зрителей: 5929 |

| Отчёт | Отчёт               | Отчёт                         | Отчёт              | Отчёт                                                                           |
| --- | ------------------- | ----------------------------- | ------------------ | ------------------------------------------------------------------------------- |
| |                     |                               |                    |                                                                                 |
| | Ян Лацо             | Вратари                       | Даниэль Беллиссимо | Судьи: Вячеслав Буланов Микаэль Норд Линейные судьи: Джастин Халл Маси Пуолакка |
| | Голы:               |                               |                    | Судьи: Вячеслав Буланов Микаэль Норд Линейные судьи: Джастин Халл Маси Пуолакка |
| М. Дялога (К. Слобода) — 10:08 М. Виеденски (М. Дялога, К. Слобода) — 23:05 Т. Татар (М. Миклик) — 34:13 М. Миклик (Т. Татар, М. Шатан) — 48:07 | 1:0 2:0 3:0 3:1 4:1 | 38:26 — А. Эггер (Винс Рокко) |                    | Судьи: Вячеслав Буланов Микаэль Норд Линейные судьи: Джастин Халл Маси Пуолакка |
| |                     |                               |                    | Судьи: Вячеслав Буланов Микаэль Норд Линейные судьи: Джастин Халл Маси Пуолакка |
| |                     |                               |                    | Судьи: Вячеслав Буланов Микаэль Норд Линейные судьи: Джастин Халл Маси Пуолакка |
| |                     |                               |                    | Судьи: Вячеслав Буланов Микаэль Норд Линейные судьи: Джастин Халл Маси Пуолакка |
| 14 мин | Штраф               | 10 мин                        |                    | Судьи: Вячеслав Буланов Микаэль Норд Линейные судьи: Джастин Халл Маси Пуолакка |
| |                     |                               |                    |                                                                                 |
| | 53                  | Броски                        | 20                 |                                                                                 |

| 18 мая 2014 16:45 | Канада | 3 : 2 (ОТ) (0:1, 2:1, 0:0) (ОТ 1:0) | Швеция | Чижовка-Арена, Минск Зрителей: 8453 |

| Отчёт | Отчёт               | Отчёт                                                                       | Отчёт           | Отчёт                                                                                    |
| --- | ------------------- | --------------------------------------------------------------------------- | --------------- | ---------------------------------------------------------------------------------------- |
| |                     |                                                                             |                 |                                                                                          |
| | Бен Скривенс        | Вратари                                                                     | Андерс Нильссон | Судьи: Константин Оленин Алекси Рантала Линейные судьи: Станислав Раминг Сакари Суоминен |
| | Голы:               |                                                                             |                 | Судьи: Константин Оленин Алекси Рантала Линейные судьи: Станислав Раминг Сакари Суоминен |
| Б. Шенн (Д. Юбердо) — 23:52 К. Биекса (К. Ходжсон, М. Райлли) — 27:46 Р. Эллис (Т. Брауэр, М. Шейфеле) — 62:38 | 0:1 0:2 1:2 2:2 3:2 | 13:49 — Й. Линдстрем (О. Меллер) 21:06 — Л. Класен (М. Экхольм, Г. Нюквист) |                 | Судьи: Константин Оленин Алекси Рантала Линейные судьи: Станислав Раминг Сакари Суоминен |
| |                     |                                                                             |                 | Судьи: Константин Оленин Алекси Рантала Линейные судьи: Станислав Раминг Сакари Суоминен |
| |                     |                                                                             |                 | Судьи: Константин Оленин Алекси Рантала Линейные судьи: Станислав Раминг Сакари Суоминен |
| |                     |                                                                             |                 | Судьи: Константин Оленин Алекси Рантала Линейные судьи: Станислав Раминг Сакари Суоминен |
| 10 мин | Штраф               | 12 мин                                                                      |                 | Судьи: Константин Оленин Алекси Рантала Линейные судьи: Станислав Раминг Сакари Суоминен |
| |                     |                                                                             |                 |                                                                                          |
| | 31                  | Броски                                                                      | 32              |                                                                                          |

| 18 мая 2014 20:45 | Чехия | 1 : 0 (1:0, 0:0, 0:0) | Норвегия | Чижовка-Арена, Минск Зрителей: 7902 |

| Отчёт                                 | Отчёт           | Отчёт   | Отчёт          | Отчёт                                                                        |
| ------------------------------------- | --------------- | ------- | -------------- | ---------------------------------------------------------------------------- |
|                                       |                 |         |                |                                                                              |
|                                       | Александр Салак | Вратари | Стеффен Себерг | Судьи: Юри Ронн Маркус Виннерборг Линейные судьи: Джимми Дамен Антон Семёнов |
|                                       | Голы:           |         |                | Судьи: Юри Ронн Маркус Виннерборг Линейные судьи: Джимми Дамен Антон Семёнов |
| В. Соботка (Т. Гертл, Я. Ягр) — 00:39 | 1:0             |         |                | Судьи: Юри Ронн Маркус Виннерборг Линейные судьи: Джимми Дамен Антон Семёнов |
|                                       |                 |         |                | Судьи: Юри Ронн Маркус Виннерборг Линейные судьи: Джимми Дамен Антон Семёнов |
|                                       |                 |         |                | Судьи: Юри Ронн Маркус Виннерборг Линейные судьи: Джимми Дамен Антон Семёнов |
|                                       |                 |         |                | Судьи: Юри Ронн Маркус Виннерборг Линейные судьи: Джимми Дамен Антон Семёнов |
| 8 мин                                 | Штраф           | 8 мин   |                | Судьи: Юри Ронн Маркус Виннерборг Линейные судьи: Джимми Дамен Антон Семёнов |
|                                       |                 |         |                |                                                                              |
|                                       | 39              | Броски  | 21             |                                                                              |

| 19 мая 2014 16:45 | Дания | 2 : 6 (1:2, 1:0, 0:4) | Франция | Чижовка-Арена, Минск Зрителей: 7450 |

| Отчёт                                                                                    | Отчёт                         | Отчёт | Отчёт         | Отчёт                                                                             |
| ---------------------------------------------------------------------------------------- | ----------------------------- | --- | ------------- | --------------------------------------------------------------------------------- |
|                                                                                          |                               | |               |                                                                                   |
|                                                                                          | Симон Нильсен                 | Вратари | Кристобаль Юэ | Судьи: Алекси Рантала Максим Сидоренко Линейные судьи: Николас Флюри Юп Лермакерс |
|                                                                                          | Голы:                         | |               | Судьи: Алекси Рантала Максим Сидоренко Линейные судьи: Николас Флюри Юп Лермакерс |
| Й. Б. Йенсен (К. Сталь, Ю. Якобсен) — 15:09 К. Сталь (Й. Йенсен, П. Бьоркстранд) — 34:41 | 0:1 :1 1:2 :2 2:3 2:4 2:5 2:6 | 01:08 — Ж. Дерозье (Л. Мёнье, Й. Трель) 19:23 — А. Руссель (Б. Амар, П.Э. Бейемар) 49:10 — П.Э. Бейемар (А. Руссель, С. Да Коста) 50:36 — С. Да Коста (А. Руссель, П.Э. Бейемар) 52:52 — А. Манавьян (А. Руссель, С. Да Коста) 55:09 — С. Да Коста |               | Судьи: Алекси Рантала Максим Сидоренко Линейные судьи: Николас Флюри Юп Лермакерс |
|                                                                                          |                               | |               | Судьи: Алекси Рантала Максим Сидоренко Линейные судьи: Николас Флюри Юп Лермакерс |
|                                                                                          |                               | |               | Судьи: Алекси Рантала Максим Сидоренко Линейные судьи: Николас Флюри Юп Лермакерс |
|                                                                                          |                               | |               | Судьи: Алекси Рантала Максим Сидоренко Линейные судьи: Николас Флюри Юп Лермакерс |
| 8 мин                                                                                    | Штраф                         | 4 мин |               | Судьи: Алекси Рантала Максим Сидоренко Линейные судьи: Николас Флюри Юп Лермакерс |
|                                                                                          |                               | |               |                                                                                   |
|                                                                                          | 33                            | Броски | 29            |                                                                                   |

| 19 мая 2014 20:45 | Италия | 1 : 5 (1:2, 0:2, 0:1) | Швеция | Чижовка-Арена, Минск Зрителей: 7878 |

| Отчёт                                      | Отчёт                  | Отчёт | Отчёт           | Отчёт                                                                              |
| ------------------------------------------ | ---------------------- | --- | --------------- | ---------------------------------------------------------------------------------- |
|                                            |                        | |                 |                                                                                    |
|                                            | Даниэль Белиссимо      | Вратари | Йоасим Эрикссон | Судьи: Роман Гофман Владимир Шиндлер Линейные судьи: Пол Карнатан Станислав Раминг |
|                                            | Голы:                  | |                 | Судьи: Роман Гофман Владимир Шиндлер Линейные судьи: Пол Карнатан Станислав Раминг |
| М. Гандер (Л. Феличетти, Д. Тудин) — 10:07 | 0:1 :1 1:2 1:3 1:4 1:5 | 00:48 — Г. Нюквист (Л. Класен) 16:32 — М. Экхольм (Л. Класен) 34:24 — Г. Нюквист (Н. Даниэльссон, Л. Класен) 37:53 — Н. Даниэльссон (М. Экхольм, Л. Класен) 55:55 — Дж. Эрикссон (М. Нюгрен, О. Мёллер) |                 | Судьи: Роман Гофман Владимир Шиндлер Линейные судьи: Пол Карнатан Станислав Раминг |
|                                            |                        | |                 | Судьи: Роман Гофман Владимир Шиндлер Линейные судьи: Пол Карнатан Станислав Раминг |
|                                            |                        | |                 | Судьи: Роман Гофман Владимир Шиндлер Линейные судьи: Пол Карнатан Станислав Раминг |
|                                            |                        | |                 | Судьи: Роман Гофман Владимир Шиндлер Линейные судьи: Пол Карнатан Станислав Раминг |
| 12 мин                                     | Штраф                  | 6 мин |                 | Судьи: Роман Гофман Владимир Шиндлер Линейные судьи: Пол Карнатан Станислав Раминг |
|                                            |                        | |                 |                                                                                    |
|                                            | 11                     | Броски | 40              |                                                                                    |

| 20 мая 2014 12:45 | Норвегия | 2 : 3 (1:0, 1:2, 0:1) | Канада | Чижовка-Арена, Минск Зрителей: 7487 |

| Отчёт                                                            | Отчёт               | Отчёт | Отчёт         | Отчёт                                                                                 |
| ---------------------------------------------------------------- | ------------------- | --- | ------------- | ------------------------------------------------------------------------------------- |
|                                                                  |                     | |               |                                                                                       |
|                                                                  | Стеффен Сёберг      | Вратари | Джеймс Раймер | Судьи: Даниэль Пехачек Максим Сидоренко Линейные судьи: Станислав Раминг Андре Шрадер |
|                                                                  | Голы:               | |               | Судьи: Даниэль Пехачек Максим Сидоренко Линейные судьи: Станислав Раминг Андре Шрадер |
| А. Бастиансен — 13:05 М. Хансен (М. Олимб, Н. Брюнисвен) — 32:16 | 1:0 1:1 2:1 2:2 2:3 | 23:36 — Дж. Уорд (Ш. Монахан, Р. Эллис) 36:25 — М. Шейфеле (К. Бикса, Дж. Уорд) 50:43 — Дж. Уорд (Дж. Юбердо) |               | Судьи: Даниэль Пехачек Максим Сидоренко Линейные судьи: Станислав Раминг Андре Шрадер |
|                                                                  |                     | |               | Судьи: Даниэль Пехачек Максим Сидоренко Линейные судьи: Станислав Раминг Андре Шрадер |
|                                                                  |                     | |               | Судьи: Даниэль Пехачек Максим Сидоренко Линейные судьи: Станислав Раминг Андре Шрадер |
|                                                                  |                     | |               | Судьи: Даниэль Пехачек Максим Сидоренко Линейные судьи: Станислав Раминг Андре Шрадер |
| 14 мин                                                           | Штраф               | 4 мин |               | Судьи: Даниэль Пехачек Максим Сидоренко Линейные судьи: Станислав Раминг Андре Шрадер |
|                                                                  |                     | |               |                                                                                       |
|                                                                  | 16                  | Броски | 42            |                                                                                       |

| 20 мая 2014 16:45 | Дания | 3 : 4 (0:1, 1:0, 2:3) | Словакия | Чижовка-Арена, Минск Зрителей: 7251 |

| Отчёт | Отчёт                     | Отчёт | Отчёт   | Отчёт                                                                        |
| --- | ------------------------- | --- | ------- | ---------------------------------------------------------------------------- |
| |                           | |         |                                                                              |
| | Симон Нильсен             | Вратари | Ян Лацо | Судьи: Кит Кавал Константин Оленин Линейные судьи: Вит Ледерер Антон Семёнов |
| | Голы:                     | |         | Судьи: Кит Кавал Константин Оленин Линейные судьи: Вит Ледерер Антон Семёнов |
| М. Бёдкер (М. Греэн, М. Кристенсен) — 21:11 М. Греэн (М. Кристенсен, С. Лассен) — 52:53 Й. Йенсен (Й. Б. Йенсен) — 54:25 | 0:1 :1 1:2 :2 2:3 2:4 3:4 | 14:41 — Т. Татар (Ю. Валах) 41:31 — М. Миклик (М. Веденский) 53:53 — М. Веденский (М. Миклик, Ю. Валах) 54:17 — Т. Татар (Ю. Микуш) |         | Судьи: Кит Кавал Константин Оленин Линейные судьи: Вит Ледерер Антон Семёнов |
| |                           | |         | Судьи: Кит Кавал Константин Оленин Линейные судьи: Вит Ледерер Антон Семёнов |
| |                           | |         | Судьи: Кит Кавал Константин Оленин Линейные судьи: Вит Ледерер Антон Семёнов |
| |                           | |         | Судьи: Кит Кавал Константин Оленин Линейные судьи: Вит Ледерер Антон Семёнов |
| 20 мин | Штраф                     | 20 мин |         | Судьи: Кит Кавал Константин Оленин Линейные судьи: Вит Ледерер Антон Семёнов |
| |                           | |         |                                                                              |
| | 30                        | Броски | 24      |                                                                              |

| 20 мая 2014 20:45 | Чехия | 5 : 4 (ОТ) (1:3, 3:0, 0:1) (ОТ 1:0) | Франция | Чижовка-Арена, Минск Зрителей: 8214 |

| Отчёт | Отчёт                               | Отчёт | Отчёт        | Отчёт                                                                       |
| --- | ----------------------------------- | --- | ------------ | --------------------------------------------------------------------------- |
| |                                     | |              |                                                                             |
| | Александер Салак                    | Вратари | Флориан Арди | Судьи: Игор Дремель Роман Гофман Линейные судьи: Джастин Халл Маси Пуолакка |
| | Голы:                               | |              | Судьи: Игор Дремель Роман Гофман Линейные судьи: Джастин Халл Маси Пуолакка |
| В. Соботка — 19:18 И. Секач (П. Заморский, Я. Коларж) — 24:30 Я. Ягр (М. Йордан, В. Соботка) — 31:29 М. Затёвич (Я. Киндл, Т. Ролинек) — 32:42 Я. Коларж (П. Заморский, В. Соботка) — 62:19 | 0:1 0:2 0:3 1:3 2:3 3:3 4:3 4:4 5:4 | 06:48 — Ж. Дерозье (Л. Мёнье, Й. Трель) 17:48 — Ж. Дерозье (Т. Да Коста) 18:22 — Л. Мёнье (Д. Ро) 42:36 — А. Руссель (Д. Флёри) |              | Судьи: Игор Дремель Роман Гофман Линейные судьи: Джастин Халл Маси Пуолакка |
| |                                     | |              | Судьи: Игор Дремель Роман Гофман Линейные судьи: Джастин Халл Маси Пуолакка |
| |                                     | |              | Судьи: Игор Дремель Роман Гофман Линейные судьи: Джастин Халл Маси Пуолакка |
| |                                     | |              | Судьи: Игор Дремель Роман Гофман Линейные судьи: Джастин Халл Маси Пуолакка |
| 14 мин | Штраф                               | 10 мин |              | Судьи: Игор Дремель Роман Гофман Линейные судьи: Джастин Халл Маси Пуолакка |
| |                                     | |              |                                                                             |
| | 39                                  | Броски | 24           |                                                                             |

### Группа B (Минск-Арена)

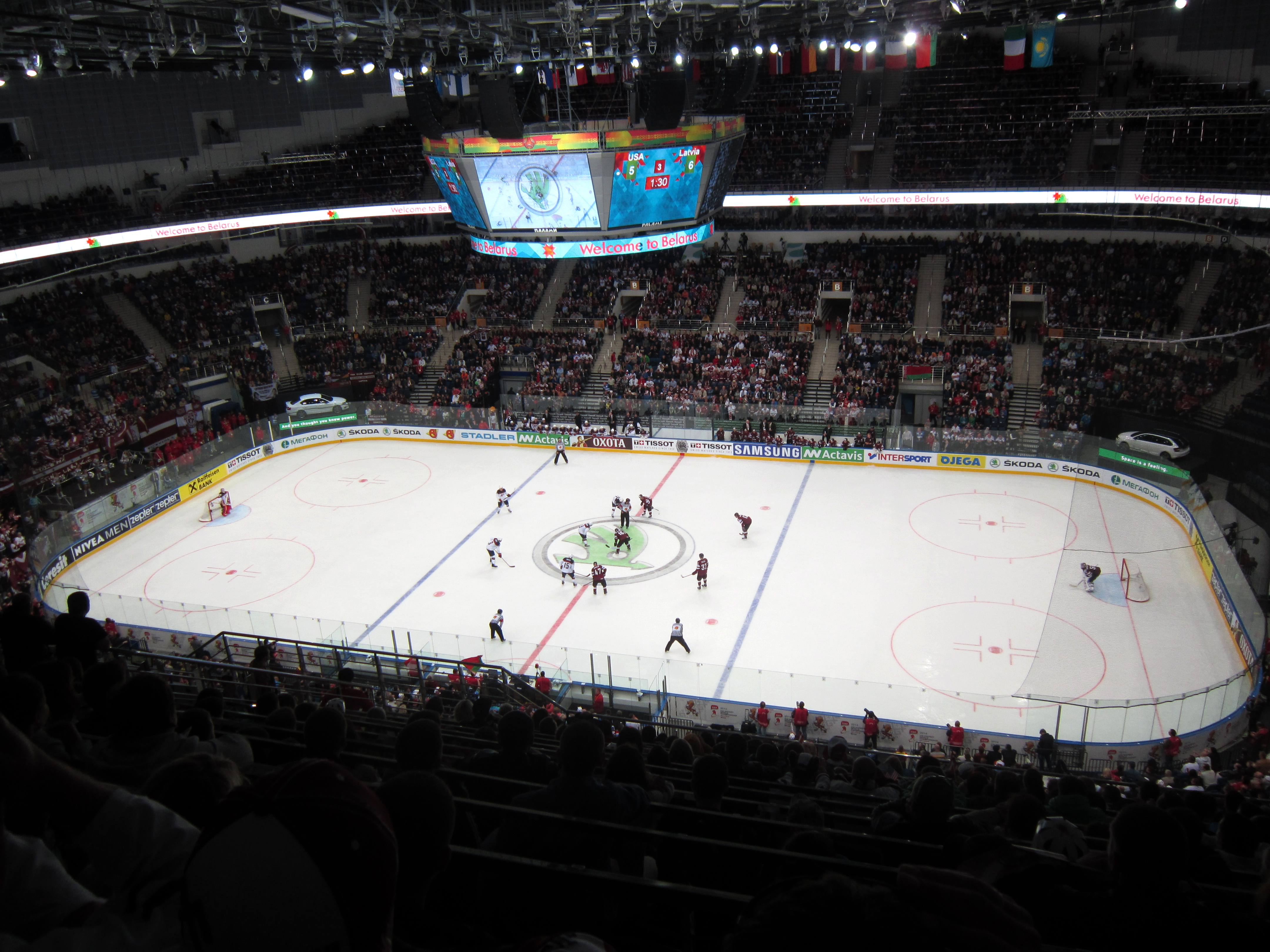
Матч предварительного этапа США—Латвия (15 мая). Вбрасывание после одиннадцатой заброшенной шайбы

| \| Команда \| И \| В \| ВО \| ПО \| П \| ГЗ \| ГП \| РГ \| О \| \| --------- \| - \| - \| -- \| -- \| - \| -- \| -- \| --- \| -- \| \| Россия \| 7 \| 7 \| 0 \| 0 \| 0 \| 31 \| 7 \| +24 \| 21 \| \| США \| 7 \| 4 \| 1 \| 0 \| 2 \| 27 \| 23 \| +4 \| 14 \| \| Беларусь \| 7 \| 4 \| 0 \| 0 \| 3 \| 18 \| 17 \| +1 \| 12 \| \| Финляндия \| 7 \| 3 \| 1 \| 0 \| 3 \| 18 \| 15 \| +3 \| 11 \| \| Швейцария \| 7 \| 3 \| 0 \| 1 \| 3 \| 19 \| 21 \| −2 \| 10 \| \| Латвия \| 7 \| 3 \| 0 \| 0 \| 4 \| 20 \| 24 \| −4 \| 9 \| \| Германия \| 7 \| 1 \| 1 \| 0 \| 5 \| 13 \| 23 \| −10 \| 5 \| \| Казахстан \| 7 \| 0 \| 0 \| 2 \| 5 \| 16 \| 32 \| −16 \| 2 \| | И — Сыграно игр В — Выигрыши в основное время ВО — Выигрыши в дополнительное время ПО — Проигрыши в дополнительное время П — Проигрыши в основное время ГЗ — Шайб забито ГП — Шайб пропущено РГ — Разница забитых и пропущенных шайб О — Количество очков |   |    |    |   |    |    |     |    |
| Команда | И | В | ВО | ПО | П | ГЗ | ГП | РГ  | О  |
| Россия | 7 | 7 | 0  | 0  | 0 | 31 | 7  | +24 | 21 |
| США | 7 | 4 | 1  | 0  | 2 | 27 | 23 | +4  | 14 |
| Беларусь | 7 | 4 | 0  | 0  | 3 | 18 | 17 | +1  | 12 |
| Финляндия | 7 | 3 | 1  | 0  | 3 | 18 | 15 | +3  | 11 |
| Швейцария | 7 | 3 | 0  | 1  | 3 | 19 | 21 | −2  | 10 |
| Латвия | 7 | 3 | 0  | 0  | 4 | 20 | 24 | −4  | 9  |
| Германия | 7 | 1 | 1  | 0  | 5 | 13 | 23 | −10 | 5  |
| Казахстан | 7 | 0 | 0  | 2  | 5 | 16 | 32 | −16 | 2  |

| 9 мая 2014 16:45 | Швейцария | 0 : 5 (0:3, 0:1, 0:1) | Россия | Минск-Арена, Минск Зрителей: 13 300 |

| Отчёт  | Отчёт               | Отчёт | Отчёт         | Отчёт                                                                          |
| ------ | ------------------- | --- | ------------- | ------------------------------------------------------------------------------ |
|        |                     | |               |                                                                                |
|        | Л. Дженони          | Вратари | С. Бобровский | Судьи: Ларс Брюггеманн Антонин Йержабек Линейные судьи: Крис Карлсон Пьер Деан |
|        | Голы:               | |               | Судьи: Ларс Брюггеманн Антонин Йержабек Линейные судьи: Крис Карлсон Пьер Деан |
|        | 0:1 0:2 0:3 0:4 0:5 | 00:13 — С. Плотников (Д. Денисов,В. Шипачёв) 06:34 — А. Овечкин (бол.) (А. Белов,Д. Зарипов) 17:15 — В. Шипачёв (М. Чудинов) 29:06 — А. Белов (Н. Кулёмин, С. Широков) 58:25 — Д. Зарипов (А. Овечкин) |               | Судьи: Ларс Брюггеманн Антонин Йержабек Линейные судьи: Крис Карлсон Пьер Деан |
|        |                     | |               | Судьи: Ларс Брюггеманн Антонин Йержабек Линейные судьи: Крис Карлсон Пьер Деан |
|        |                     | |               | Судьи: Ларс Брюггеманн Антонин Йержабек Линейные судьи: Крис Карлсон Пьер Деан |
|        |                     | |               | Судьи: Ларс Брюггеманн Антонин Йержабек Линейные судьи: Крис Карлсон Пьер Деан |
| 10 мин | Штраф               | 8 мин |               | Судьи: Ларс Брюггеманн Антонин Йержабек Линейные судьи: Крис Карлсон Пьер Деан |
|        |                     | |               |                                                                                |
|        | 27                  | Броски | 31            |                                                                                |

| 9 мая 2014 20:45 | Беларусь | 1 : 6 (0:1, 1:3, 0:2) | США | Минск-Арена, Минск Зрителей: 13 600 |

| Отчёт                                            | Отчёт                       | Отчёт | Отчёт     | Отчёт                                                                              |
| ------------------------------------------------ | --------------------------- | --- | --------- | ---------------------------------------------------------------------------------- |
|                                                  |                             | |           |                                                                                    |
|                                                  | Андрей Мезин                | Вратари | Тим Томас | Судьи: Мартин Франьо Владимир Шиндлер Линейные судьи: Джон Киллиан Сакари Суоминен |
|                                                  | Голы:                       | |           | Судьи: Мартин Франьо Владимир Шиндлер Линейные судьи: Джон Киллиан Сакари Суоминен |
| А. Степанов (М. Грабовский, А. Калюжный) — 39:56 | 0:1 0:2 0:3 0:4 1:4 1:5 1:6 | 12:22 — Б. Нельсон (К. Смит, Т. Джонсон) 34:59 — Д. Труба (Д. Декейсер) 35:55 — Д. Годро (Д. Петри) 37:42 — К. Макдональд (Д. Хейз) 54:58 — Д. Труба (Д. Годро, Т. Джонсон) 56:57 — Д. Гардинер (Д. Годро, К. Хейз) |           | Судьи: Мартин Франьо Владимир Шиндлер Линейные судьи: Джон Киллиан Сакари Суоминен |
|                                                  |                             | |           | Судьи: Мартин Франьо Владимир Шиндлер Линейные судьи: Джон Киллиан Сакари Суоминен |
|                                                  |                             | |           | Судьи: Мартин Франьо Владимир Шиндлер Линейные судьи: Джон Киллиан Сакари Суоминен |
|                                                  |                             | |           | Судьи: Мартин Франьо Владимир Шиндлер Линейные судьи: Джон Киллиан Сакари Суоминен |
| 14 мин                                           | Штраф                       | 6 мин |           | Судьи: Мартин Франьо Владимир Шиндлер Линейные судьи: Джон Киллиан Сакари Суоминен |
|                                                  |                             | |           |                                                                                    |
|                                                  | 21                          | Броски | 25        |                                                                                    |

| 10 мая 2014 12:45 | Казахстан | 1 : 2 (Б) (1:1, 0:0, 0:0) (OT 0:0) (Б 0:1) | Германия | Минск-Арена, Минск Зрителей: 12 880 |

| Отчёт                                                                          | Отчёт            | Отчёт                                                                        | Отчёт    | Отчёт                                                                              |
| ------------------------------------------------------------------------------ | ---------------- | ---------------------------------------------------------------------------- | -------- | ---------------------------------------------------------------------------------- |
|                                                                                |                  |                                                                              |          |                                                                                    |
|                                                                                | Виталий Еремеев  | Вратари                                                                      | Роб Зепп | Судьи: Алекси Рантала Владимир Шиндлер Линейные судьи: Джимми Дамен Мирослав Валах |
|                                                                                | Голы:            |                                                                              |          | Судьи: Алекси Рантала Владимир Шиндлер Линейные судьи: Джимми Дамен Мирослав Валах |
| А. Гаврилин (Ф. Полищук, К. Даллман) — 10:08 Р. Старченко Н. Антропов Д. Уппер | 1:0 1:1 Буллиты: | 18:49 — М. Плахта (Т. Анкерт, Л. Драисаитл) А. Барта Т. Ридер Т. Оппенгеймер |          | Судьи: Алекси Рантала Владимир Шиндлер Линейные судьи: Джимми Дамен Мирослав Валах |
|                                                                                |                  |                                                                              |          | Судьи: Алекси Рантала Владимир Шиндлер Линейные судьи: Джимми Дамен Мирослав Валах |
|                                                                                |                  |                                                                              |          | Судьи: Алекси Рантала Владимир Шиндлер Линейные судьи: Джимми Дамен Мирослав Валах |
|                                                                                |                  |                                                                              |          | Судьи: Алекси Рантала Владимир Шиндлер Линейные судьи: Джимми Дамен Мирослав Валах |
| 4 мин                                                                          | Штраф            | 20 мин                                                                       |          | Судьи: Алекси Рантала Владимир Шиндлер Линейные судьи: Джимми Дамен Мирослав Валах |
|                                                                                |                  |                                                                              |          |                                                                                    |
|                                                                                | 20               | Броски                                                                       | 47       |                                                                                    |

| 10 мая 2014 16:45 | Финляндия | 2 : 3 (1:1, 1:0, 0:2) | Латвия | Минск-Арена, Минск Зрителей: 11 700 |

| Отчёт                                                 | Отчёт               | Отчёт                                                                                          | Отчёт             | Отчёт                                                                         |
| ----------------------------------------------------- | ------------------- | ---------------------------------------------------------------------------------------------- | ----------------- | ----------------------------------------------------------------------------- |
|                                                       |                     |                                                                                                |                   |                                                                               |
|                                                       | Пекка Ринне         | Вратари                                                                                        | Эдгарс Масальскис | Судьи: Игор Дремель Антонин Йержабек Линейные судьи: Иван Дедуля Юп Лермакерс |
|                                                       | Голы:               |                                                                                                |                   | Судьи: Игор Дремель Антонин Йержабек Линейные судьи: Иван Дедуля Юп Лермакерс |
| М. Саломяки — 04:30 П. Контиола (Ю. Хиетанен) — 31:42 | 1:0 1:1 2:1 2:2 2:3 | 06:18 — К. Даугавиньш (М. Редлихс) 47:48 — К. Сотниекс (Г. Пуяц, М. Индрашис) 52:22 — А. Кулда |                   | Судьи: Игор Дремель Антонин Йержабек Линейные судьи: Иван Дедуля Юп Лермакерс |
|                                                       |                     |                                                                                                |                   | Судьи: Игор Дремель Антонин Йержабек Линейные судьи: Иван Дедуля Юп Лермакерс |
|                                                       |                     |                                                                                                |                   | Судьи: Игор Дремель Антонин Йержабек Линейные судьи: Иван Дедуля Юп Лермакерс |
|                                                       |                     |                                                                                                |                   | Судьи: Игор Дремель Антонин Йержабек Линейные судьи: Иван Дедуля Юп Лермакерс |
| 18 мин                                                | Штраф               | 12 мин                                                                                         |                   | Судьи: Игор Дремель Антонин Йержабек Линейные судьи: Иван Дедуля Юп Лермакерс |
|                                                       |                     |                                                                                                |                   |                                                                               |
|                                                       | 24                  | Броски                                                                                         | 26                |                                                                               |

| 10 мая 2014 20:45 | США | 3 : 2 (0:0, 1:2, 2:0) | Швейцария | Минск-Арена, Минск Зрителей: 11 000 |

| Отчёт | Отчёт             | Отчёт                                                          | Отчёт      | Отчёт                                                                      |
| --- | ----------------- | -------------------------------------------------------------- | ---------- | -------------------------------------------------------------------------- |
| |                   |                                                                |            |                                                                            |
| | Тим Томас         | Вратари                                                        | Рето Берра | Судьи: Роман Гофман Юри Ронн Линейные судьи: Крис Карлсон Станислав Раминг |
| | Голы:             |                                                                |            | Судьи: Роман Гофман Юри Ронн Линейные судьи: Крис Карлсон Станислав Раминг |
| П. Мюллер (Т. Стэплтон, Д. Петри) — 26:15 К. Смит (Б. Нельсон, Т. Джонсон) — 41:28 Т. Джонсон (С. Джонс) — 53:15 | 0:1 :1 1:2 :2 3:2 | 21:28 — Д. Холленштайн (К. Фиала) 29:39 — Д. Бруннер (К. Роми) |            | Судьи: Роман Гофман Юри Ронн Линейные судьи: Крис Карлсон Станислав Раминг |
| |                   |                                                                |            | Судьи: Роман Гофман Юри Ронн Линейные судьи: Крис Карлсон Станислав Раминг |
| |                   |                                                                |            | Судьи: Роман Гофман Юри Ронн Линейные судьи: Крис Карлсон Станислав Раминг |
| |                   |                                                                |            | Судьи: Роман Гофман Юри Ронн Линейные судьи: Крис Карлсон Станислав Раминг |
| 14 мин | Штраф             | 12 мин                                                         |            | Судьи: Роман Гофман Юри Ронн Линейные судьи: Крис Карлсон Станислав Раминг |
| |                   |                                                                |            |                                                                            |
| | 38                | Броски                                                         | 29         |                                                                            |

| 11 мая 2014 13:45 | Германия | 3 : 2 (1:1, 1:1, 1:0) | Латвия | Минск-Арена, Минск Зрителей: 11 200 |

| Отчёт                                                                                   | Отчёт               | Отчёт                                                                    | Отчёт               | Отчёт                                                              |
| --------------------------------------------------------------------------------------- | ------------------- | ------------------------------------------------------------------------ | ------------------- | ------------------------------------------------------------------ |
|                                                                                         |                     |                                                                          |                     |                                                                    |
|                                                                                         | Филипп Грубауер     | Вратари                                                                  | Кристерс Гудлевскис | Судьи: Стив Патафи Юри Ронн Линейные судьи: Пьер Деан Джон Киллиан |
|                                                                                         | Голы:               |                                                                          |                     | Судьи: Стив Патафи Юри Ронн Линейные судьи: Пьер Деан Джон Киллиан |
| М. Небельс (Т. Оппенгеймер, Ф. Хёрдлер) — 12:15 Ф. Мауэр — 20:30 Т. Оппенгеймер — 55:26 | 1:0 1:1 2:1 2:2 3:2 | 18:35 — Г. Пуяц (М. Редлихс, Р. Кениньш) 27:15 — М. Редлихс (Р. Кениньш) |                     | Судьи: Стив Патафи Юри Ронн Линейные судьи: Пьер Деан Джон Киллиан |
|                                                                                         |                     |                                                                          |                     | Судьи: Стив Патафи Юри Ронн Линейные судьи: Пьер Деан Джон Киллиан |
|                                                                                         |                     |                                                                          |                     | Судьи: Стив Патафи Юри Ронн Линейные судьи: Пьер Деан Джон Киллиан |
|                                                                                         |                     |                                                                          |                     | Судьи: Стив Патафи Юри Ронн Линейные судьи: Пьер Деан Джон Киллиан |
| 4 мин                                                                                   | Штраф               | 6 мин                                                                    |                     | Судьи: Стив Патафи Юри Ронн Линейные судьи: Пьер Деан Джон Киллиан |
|                                                                                         |                     |                                                                          |                     |                                                                    |
|                                                                                         | 33                  | Броски                                                                   | 21                  |                                                                    |

| 11 мая 2014 17:30 | Беларусь | 4 : 1 (0:1, 2:0, 2:0) | Казахстан | Минск-Арена, Минск Зрителей: 13 734 |

| Отчёт | Отчёт              | Отчёт                                | Отчёт      | Отчёт                                                                      |
| --- | ------------------ | ------------------------------------ | ---------- | -------------------------------------------------------------------------- |
| |                    |                                      |            |                                                                            |
| | В. Коваль          | Вратари                              | В. Еремеев | Судьи: Ларс Брюггеманн Кит Лавал Линейные судьи: Джимми Дамен Юп Лермакерс |
| | Голы:              |                                      |            | Судьи: Ларс Брюггеманн Кит Лавал Линейные судьи: Джимми Дамен Юп Лермакерс |
| А. Степанов (М. Грабовский) (PP) – 22:46 К. Стасенко (А. Степанов, Р. Граборенко) – 30:08 С. Костицын (А. Ефименко, О. Евенко) (SH) – 41:25 А, Калюжный (В. Денисов, С. Костицын) (ENG) – 59:56 | 0:1 :1 2:1 3:1 4:1 | 04:12 – А. Гаврилин (А. Васильченко) |            | Судьи: Ларс Брюггеманн Кит Лавал Линейные судьи: Джимми Дамен Юп Лермакерс |
| |                    |                                      |            | Судьи: Ларс Брюггеманн Кит Лавал Линейные судьи: Джимми Дамен Юп Лермакерс |
| |                    |                                      |            | Судьи: Ларс Брюггеманн Кит Лавал Линейные судьи: Джимми Дамен Юп Лермакерс |
| |                    |                                      |            | Судьи: Ларс Брюггеманн Кит Лавал Линейные судьи: Джимми Дамен Юп Лермакерс |
| 12 мин | Штраф              | 12 мин                               |            | Судьи: Ларс Брюггеманн Кит Лавал Линейные судьи: Джимми Дамен Юп Лермакерс |
| |                    |                                      |            |                                                                            |
| | 29                 | Броски                               | 20         |                                                                            |

| 11 мая 2014 21:00 | Финляндия | 2 : 4 (1:2, 1:2, 0:0) | Россия | Минск-Арена, Минск Зрителей: 13 934 |

| Отчёт                                                                                      | Отчёт                   | Отчёт | Отчёт             | Отчёт                                                                          |
| ------------------------------------------------------------------------------------------ | ----------------------- | --- | ----------------- | ------------------------------------------------------------------------------ |
|                                                                                            |                         | |                   |                                                                                |
|                                                                                            | Микко Коскинен          | Вратари | Сергей Бобровский | Судьи: Микаэль Норд Маркус Виннерборг Линейные судьи: Джастин Халл Вит Ледерер |
|                                                                                            | Голы:                   | |                   | Судьи: Микаэль Норд Маркус Виннерборг Линейные судьи: Джастин Халл Вит Ледерер |
| 09:13 — Ю. Хиетанен (П. Контиола, Й. Лехтеря) 39:08 — Й. Каралахти (О. Йокинен, В. Лаюнен) | 0:1 0:2 1:2 1:3 1:4 2:4 | 01:39 — В. Тихонов (А. Белов, С. Калинин) 04:38 — А. Овечкин (Д. Орлов, Д. Зарипов) 22:42 — Н. Кулёмин 34:40 — С. Калинин (В. Тихонов, Д. Зарипов) |                   | Судьи: Микаэль Норд Маркус Виннерборг Линейные судьи: Джастин Халл Вит Ледерер |
|                                                                                            |                         | |                   | Судьи: Микаэль Норд Маркус Виннерборг Линейные судьи: Джастин Халл Вит Ледерер |
|                                                                                            |                         | |                   | Судьи: Микаэль Норд Маркус Виннерборг Линейные судьи: Джастин Халл Вит Ледерер |
|                                                                                            |                         | |                   | Судьи: Микаэль Норд Маркус Виннерборг Линейные судьи: Джастин Халл Вит Ледерер |
| 22 мин                                                                                     | Штраф                   | 14 мин |                   | Судьи: Микаэль Норд Маркус Виннерборг Линейные судьи: Джастин Халл Вит Ледерер |
|                                                                                            |                         | |                   |                                                                                |
|                                                                                            | 36                      | Броски | 26                |                                                                                |

| 12 мая 2014 16:45 | Швейцария | 3 : 4 (2:1, 0:1, 1:2) | Беларусь | Минск-Арена, Минск Зрителей: 13 207 |

| Отчёт                                                                                            | Отчёт                      | Отчёт | Отчёт     | Отчёт                                                                         |
| ------------------------------------------------------------------------------------------------ | -------------------------- | --- | --------- | ----------------------------------------------------------------------------- |
|                                                                                                  |                            | |           |                                                                               |
|                                                                                                  | Р. Берра                   | Вратари | В. Коваль | Судьи: Мартин Франьо Даниэль Пехачек Линейные судьи: Йон Киллиан Андре Шрадер |
|                                                                                                  | Голы:                      | |           | Судьи: Мартин Франьо Даниэль Пехачек Линейные судьи: Йон Киллиан Андре Шрадер |
| Я. Вебер (Д. Брюнне, Р. Йози) (PP) – 06:13 Р. Шнеппи (SH) – 17:41 Э. Фруадево (М. Зегер) – 43:59 | 0:1 :1 2:1 2:2 3:2 3:3 3:4 | 05:32 – С. Костицын (SH) 23:06 – А. Стас (Д. Коробов, Д. Платт) 49:49 – С. Костицын (А, Калюжный, М. Грабовский) 57:54 – М. Грабовский |           | Судьи: Мартин Франьо Даниэль Пехачек Линейные судьи: Йон Киллиан Андре Шрадер |
|                                                                                                  |                            | |           | Судьи: Мартин Франьо Даниэль Пехачек Линейные судьи: Йон Киллиан Андре Шрадер |
|                                                                                                  |                            | |           | Судьи: Мартин Франьо Даниэль Пехачек Линейные судьи: Йон Киллиан Андре Шрадер |
|                                                                                                  |                            | |           | Судьи: Мартин Франьо Даниэль Пехачек Линейные судьи: Йон Киллиан Андре Шрадер |
| 10 мин                                                                                           | Штраф                      | 8 мин |           | Судьи: Мартин Франьо Даниэль Пехачек Линейные судьи: Йон Киллиан Андре Шрадер |
|                                                                                                  |                            | |           |                                                                               |
|                                                                                                  | 31                         | Броски | 23        |                                                                               |

| 12 мая 2014 20:45 | Россия | 6 : 1 (2:0, 4:1, 0:0) | США | Минск-Арена, Минск Зрителей: 14 124 |

| Отчёт | Отчёт                       | Отчёт                             | Отчёт                  | Отчёт                                                                           |
| --- | --------------------------- | --------------------------------- | ---------------------- | ------------------------------------------------------------------------------- |
| |                             |                                   |                        |                                                                                 |
| | Андрей Василевский          | Вратари                           | Тим Томас Дэвид Леджио | Судьи: Антонин Йержабек Владимир Шиндлер Линейные судьи: Крис Карлсон Пьер Деан |
| | Голы:                       |                                   |                        | Судьи: Антонин Йержабек Владимир Шиндлер Линейные судьи: Крис Карлсон Пьер Деан |
| Н. Кулёмин (Е. Медведев, А. Анисимов) — 06:06 А. Овечкин (Б) — 18:48 В. Тихонов (А. Овечкин, С. Плотников) — 20:20 Е. Кузнецов (Е. Дадонов) — 29:07 С. Плотников (В. Тихонов) — 31:00 В. Тихонов (А. Овечкин) — 39:14 | 1:0 2:0 3:0 3:1 4:1 5:1 6:1 | 20:57 — Д. Абделькадер (Д. Петри) |                        | Судьи: Антонин Йержабек Владимир Шиндлер Линейные судьи: Крис Карлсон Пьер Деан |
| |                             |                                   |                        | Судьи: Антонин Йержабек Владимир Шиндлер Линейные судьи: Крис Карлсон Пьер Деан |
| |                             |                                   |                        | Судьи: Антонин Йержабек Владимир Шиндлер Линейные судьи: Крис Карлсон Пьер Деан |
| |                             |                                   |                        | Судьи: Антонин Йержабек Владимир Шиндлер Линейные судьи: Крис Карлсон Пьер Деан |
| 16 мин | Штраф                       | 12 мин                            |                        | Судьи: Антонин Йержабек Владимир Шиндлер Линейные судьи: Крис Карлсон Пьер Деан |
| |                             |                                   |                        |                                                                                 |
| | 23                          | Броски                            | 40                     |                                                                                 |

| 13 мая 2014 16:45 | Германия | 0 : 4 (0:2, 0:2, 0:0) | Финляндия | Минск-Арена, Минск Зрителей: 10 959 |

| Отчёт | Отчёт           | Отчёт | Отчёт       | Отчёт                                                                              |
| ----- | --------------- | --- | ----------- | ---------------------------------------------------------------------------------- |
|       |                 | |             |                                                                                    |
|       | Роб Зепп        | Вратари | Пекка Ринне | Судьи: Мартин Франьо Константин Оленин Линейные судьи: Джастин Халл Мирослав Валах |
|       | Голы:           | |             | Судьи: Мартин Франьо Константин Оленин Линейные судьи: Джастин Халл Мирослав Валах |
|       | 0:1 0:2 0:3 0:4 | П. Контиола (Й. Лехтеря) — 09:33 Я. Иммонен (В. Лаюнен, Т. Хухтала) — 14:16 О. Палола (П. Контиола) — 31:54 Л. Комаров (Й. Каралахти, А. Охтамаа) — 32:24 |             | Судьи: Мартин Франьо Константин Оленин Линейные судьи: Джастин Халл Мирослав Валах |
|       |                 | |             | Судьи: Мартин Франьо Константин Оленин Линейные судьи: Джастин Халл Мирослав Валах |
|       |                 | |             | Судьи: Мартин Франьо Константин Оленин Линейные судьи: Джастин Халл Мирослав Валах |
|       |                 | |             | Судьи: Мартин Франьо Константин Оленин Линейные судьи: Джастин Халл Мирослав Валах |
| 8 мин | Штраф           | 6 мин |             | Судьи: Мартин Франьо Константин Оленин Линейные судьи: Джастин Халл Мирослав Валах |
|       |                 | |             |                                                                                    |
|       | 20              | Броски | 29          |                                                                                    |

| 13 мая 2014 20:45 | Казахстан | 4 : 5 (2:1, 2:3, 0:1) | Латвия | Минск-Арена, Минск Зрителей: 10 870 |

| Отчёт | Отчёт                              | Отчёт | Отчёт         | Отчёт                                                                          |
| --- | ---------------------------------- | --- | ------------- | ------------------------------------------------------------------------------ |
| |                                    | |               |                                                                                |
| | В. Еремеев                         | Вратари | Э. Масальскис | Судьи: Игор Дремель Маркус Виннерборг Линейные судьи: Вит Ледерер Юп Лермакерс |
| | Голы:                              | |               | Судьи: Игор Дремель Маркус Виннерборг Линейные судьи: Вит Ледерер Юп Лермакерс |
| Т. Жайлауов (М. Семёнов, В. Краснослободцев) – 04:43 Е. Рымарев (Н. Антропов, Р. Савченко) – 19:45 Н. Антропов (К. Даллман) (PP2) – 39:11 Е. Блохин (К. Даллман) (PP) – 39:55 | 0:1 :1 2:1 2:2 2:3 2:4 3:4 4:4 4:5 | 01:15 – М. Индрашис (Ю. Шталс, М. Редлихс) 23:41 – А. Кулда (М. Редлихс, Р. Кениньш) 29:51 – А. Кулда (М. Индрашис) (PP) 34:07 – М. Индрашис (К. Сотниекс, К. Даугавиньш) 43:22 – Ю. Шталс (Г. Галвиньш) |               | Судьи: Игор Дремель Маркус Виннерборг Линейные судьи: Вит Ледерер Юп Лермакерс |
| |                                    | |               | Судьи: Игор Дремель Маркус Виннерборг Линейные судьи: Вит Ледерер Юп Лермакерс |
| |                                    | |               | Судьи: Игор Дремель Маркус Виннерборг Линейные судьи: Вит Ледерер Юп Лермакерс |
| |                                    | |               | Судьи: Игор Дремель Маркус Виннерборг Линейные судьи: Вит Ледерер Юп Лермакерс |
| 8 мин | Штраф                              | 18 мин |               | Судьи: Игор Дремель Маркус Виннерборг Линейные судьи: Вит Ледерер Юп Лермакерс |
| |                                    | |               |                                                                                |
| | 29                                 | Броски | 27            |                                                                                |

| 14 мая 2014 16:45 | Швейцария | 3 : 2 (1:1, 2:1, 0:0) | Германия | Минск-Арена, Минск Зрителей: 11 628 |

| Отчёт | Отчёт               | Отчёт                                                                                           | Отчёт   | Отчёт                                                                       |
| --- | ------------------- | ----------------------------------------------------------------------------------------------- | ------- | --------------------------------------------------------------------------- |
| |                     |                                                                                                 |         |                                                                             |
| | Р. Берра            | Вратари                                                                                         | Р. Зепп | Судьи: Стив Пэтэфи Алекси Рантала Линейные судьи: Йон Киллиан Антон Семёнов |
| | Голы:               |                                                                                                 |         | Судьи: Стив Пэтэфи Алекси Рантала Линейные судьи: Йон Киллиан Антон Семёнов |
| Д. Брюнне (Р. Йози, Я. Вебер) (PP) – 12:17 Д. Холленштайн (Р. Йози, Л. Кунти) – 32:13 К. Роми (Д. Брюнне, С. Мозер) – 36:27 | 1:0 1:1 2:1 3:1 3:2 | 13:57 – Т. Оппенхаймер (Ф. Хёрдлер, К. Хоспельт) 38:52 – Т. Оппенхаймер (С. Акдаг, К. Хоспельт) |         | Судьи: Стив Пэтэфи Алекси Рантала Линейные судьи: Йон Киллиан Антон Семёнов |
| |                     |                                                                                                 |         | Судьи: Стив Пэтэфи Алекси Рантала Линейные судьи: Йон Киллиан Антон Семёнов |
| |                     |                                                                                                 |         | Судьи: Стив Пэтэфи Алекси Рантала Линейные судьи: Йон Киллиан Антон Семёнов |
| |                     |                                                                                                 |         | Судьи: Стив Пэтэфи Алекси Рантала Линейные судьи: Йон Киллиан Антон Семёнов |
| 6 мин | Штраф               | 6 мин                                                                                           |         | Судьи: Стив Пэтэфи Алекси Рантала Линейные судьи: Йон Киллиан Антон Семёнов |
| |                     |                                                                                                 |         |                                                                             |
| | 25                  | Броски                                                                                          | 24      |                                                                             |

| 14 мая 2014 20:45 | Россия | 7 : 2 (1:0, 3:0, 3:2) | Казахстан | Минск-Арена, Минск Зрителей: 12 299 |

| Отчёт | Отчёт                               | Отчёт                                                                                          | Отчёт          | Отчёт                                                                        |
| --- | ----------------------------------- | ---------------------------------------------------------------------------------------------- | -------------- | ---------------------------------------------------------------------------- |
| |                                     |                                                                                                |                |                                                                              |
| | Сергей Бобровский                   | Вратари                                                                                        | Алексей Иванов | Судьи: Даниэль Пехачек Юри Ронн Линейные судьи: Андре Шрадер Сакари Суоминен |
| | Голы:                               |                                                                                                |                | Судьи: Даниэль Пехачек Юри Ронн Линейные судьи: Андре Шрадер Сакари Суоминен |
| С. Плотников (В. Тихонов, А. Овечкин) — 14:24 Е. Яковлев (Д. Зарипов, А. Белов) — 22:07 Д. Зарипов (В. Тихонов, С. Плотников) — 23:26 Н. Кулёмин — 31:14 В. Тихонов (С. Плотников, А. Овечкин) — 41:05 С. Плотников (В. Тихонов, Д. Зарипов) — 59:17 А. Бурмистров (Е. Кузнецов, Е. Дадонов) — 59:54 | 1:0 2:0 3:0 4:0 5:0 5:1 5:2 6:2 7:2 | 49:31 — М. Паньшин (К. Даллман, Н. Антропов) 53:33 — А. Спиридонов (Е. Блохин, Алексей Иванов) |                | Судьи: Даниэль Пехачек Юри Ронн Линейные судьи: Андре Шрадер Сакари Суоминен |
| |                                     |                                                                                                |                | Судьи: Даниэль Пехачек Юри Ронн Линейные судьи: Андре Шрадер Сакари Суоминен |
| |                                     |                                                                                                |                | Судьи: Даниэль Пехачек Юри Ронн Линейные судьи: Андре Шрадер Сакари Суоминен |
| |                                     |                                                                                                |                | Судьи: Даниэль Пехачек Юри Ронн Линейные судьи: Андре Шрадер Сакари Суоминен |
| 4 мин | Штраф                               | 12 мин                                                                                         |                | Судьи: Даниэль Пехачек Юри Ронн Линейные судьи: Андре Шрадер Сакари Суоминен |
| |                                     |                                                                                                |                |                                                                              |
| | 47                                  | Броски                                                                                         | 18             |                                                                              |

| 15 мая 2014 16:45 | США | 5 : 6 (1:2, 2:1, 2:3) | Латвия | Минск-Арена, Минск Зрителей: 11 814 |

| Отчёт | Отчёт                                     | Отчёт | Отчёт               | Отчёт                                                                                 |
| --- | ----------------------------------------- | --- | ------------------- | ------------------------------------------------------------------------------------- |
| |                                           | |                     |                                                                                       |
| | Тим Томас                                 | Вратари | Кристерс Гудлевскис | Судьи: Вячеслав Буланов Константин Оленин Линейные судьи: Юп Лермакерс Мирослав Валах |
| | Голы:                                     | |                     | Судьи: Вячеслав Буланов Константин Оленин Линейные судьи: Юп Лермакерс Мирослав Валах |
| К. Смит (Д. Гардинер) — 16:39 Б. Нельсон (С. Джонс) — 28:58 Т. Джонсон (К. Смит, Д. Труба) — 31:00 С. Джонс (Д. Абделькадер) — 53:26 Б. Нельсон (Д. Годро, С. Джонс) — 58:30 | 0:1 :1 1:2 1:3 2:3 3:3 3:4 :4 4:5 4:6 5:6 | 15:39 — Г. Мейя (А. Берзиньш) 18:57 — М. Редлихс (Р. Кениньш, К. Даугавиньш) 28:08 — А. Ниживий (Х. Васильев) 51:25 — К. Даугавиньш (Е. Редлихс) 54:35 — З. Гиргенсонс (Г. Мейя) 57:39 — Х. Васильев (М. Ципулис) |                     | Судьи: Вячеслав Буланов Константин Оленин Линейные судьи: Юп Лермакерс Мирослав Валах |
| |                                           | |                     | Судьи: Вячеслав Буланов Константин Оленин Линейные судьи: Юп Лермакерс Мирослав Валах |
| |                                           | |                     | Судьи: Вячеслав Буланов Константин Оленин Линейные судьи: Юп Лермакерс Мирослав Валах |
| |                                           | |                     | Судьи: Вячеслав Буланов Константин Оленин Линейные судьи: Юп Лермакерс Мирослав Валах |
| 20 мин | Штраф                                     | 16 мин |                     | Судьи: Вячеслав Буланов Константин Оленин Линейные судьи: Юп Лермакерс Мирослав Валах |
| |                                           | |                     |                                                                                       |
| | 36                                        | Броски | 25                  |                                                                                       |

| 15 мая 2014 20:45 | Финляндия | 2 : 0 (1:0, 0:0, 1:0) | Беларусь | Минск-Арена, Минск Зрителей: 14 447 |

| Отчёт                                                                                   | Отчёт       | Отчёт   | Отчёт        | Отчёт                                                                     |
| --------------------------------------------------------------------------------------- | ----------- | ------- | ------------ | ------------------------------------------------------------------------- |
|                                                                                         |             |         |              |                                                                           |
|                                                                                         | Пекка Ринне | Вратари | Кевин Лаланд | Судьи: Ларс Брюггеманн Кит Кавал Линейные судьи: Джимми Дамен Вит Ледерер |
|                                                                                         | Голы:       |         |              | Судьи: Ларс Брюггеманн Кит Кавал Линейные судьи: Джимми Дамен Вит Ледерер |
| П. Контиола (Т. Мянтюля, П. Ринне) — 16:30 П. Контиола (Й. Лехтеря, О. Йокинен) — 59:44 | 1:0 2:0     |         |              | Судьи: Ларс Брюггеманн Кит Кавал Линейные судьи: Джимми Дамен Вит Ледерер |
|                                                                                         |             |         |              | Судьи: Ларс Брюггеманн Кит Кавал Линейные судьи: Джимми Дамен Вит Ледерер |
|                                                                                         |             |         |              | Судьи: Ларс Брюггеманн Кит Кавал Линейные судьи: Джимми Дамен Вит Ледерер |
|                                                                                         |             |         |              | Судьи: Ларс Брюггеманн Кит Кавал Линейные судьи: Джимми Дамен Вит Ледерер |
| 12 мин                                                                                  | Штраф       | 8 мин   |              | Судьи: Ларс Брюггеманн Кит Кавал Линейные судьи: Джимми Дамен Вит Ледерер |
|                                                                                         |             |         |              |                                                                           |
|                                                                                         | 15          | Броски  | 15           |                                                                           |

| 16 мая 2014 16:45 | США | 4 : 3 (ОТ) (1:1, 2:1, 0:1) (OT 1:0) | Казахстан | Минск-Арена, Минск Зрителей: 10 779 |

| Отчёт | Отчёт                     | Отчёт | Отчёт          | Отчёт                                                                          |
| --- | ------------------------- | --- | -------------- | ------------------------------------------------------------------------------ |
| |                           | |                |                                                                                |
| | Тим Томас                 | Вратари | Алексей Иванов | Судьи: Микаэль Норд Максим Сидоренко Линейные судьи: Николас Флюри Вит Ледерер |
| | Голы:                     | |                | Судьи: Микаэль Норд Максим Сидоренко Линейные судьи: Николас Флюри Вит Ледерер |
| К. Смит (Б. Нельсон) — 18:38 С. Джонс (К. Смит) — 23:44 М. Донован (Д. Годро) — 35:02 С. Джонс (Д. Декейсер, Д. Годро) — 61:05 | 0:1 :1 1:2 :2 3:2 3:3 4:3 | 14:23 — Р. Старченко (Д. Уппер, К. Даллман) 21:21 — К. Романов (М. Паньшин, А. Лакиза) 53:10 — Р. Старченко (Н. Антропов) |                | Судьи: Микаэль Норд Максим Сидоренко Линейные судьи: Николас Флюри Вит Ледерер |
| |                           | |                | Судьи: Микаэль Норд Максим Сидоренко Линейные судьи: Николас Флюри Вит Ледерер |
| |                           | |                | Судьи: Микаэль Норд Максим Сидоренко Линейные судьи: Николас Флюри Вит Ледерер |
| |                           | |                | Судьи: Микаэль Норд Максим Сидоренко Линейные судьи: Николас Флюри Вит Ледерер |
| 8 мин | Штраф                     | 14 мин |                | Судьи: Микаэль Норд Максим Сидоренко Линейные судьи: Николас Флюри Вит Ледерер |
| |                           | |                |                                                                                |
| | 40                        | Броски | 25             |                                                                                |

| 16 мая 2014 20:45 | Финляндия | 3 : 2 (Б) (1:0, 1:0, 0:2) (OT 0:0) (Б 1:0) | Швейцария | Минск-Арена, Минск Зрителей: 12 630 |

| Отчёт | Отчёт                    | Отчёт | Отчёт      | Отчёт                                                                          |
| --- | ------------------------ | --- | ---------- | ------------------------------------------------------------------------------ |
| |                          | |            |                                                                                |
| | Пекка Ринне              | Вратари | Рето Берра | Судьи: Мартин Франьо Антонин Йержабек Линейные судьи: Иван Дедюля Андре Шрадер |
| | Голы:                    | |            | Судьи: Мартин Франьо Антонин Йержабек Линейные судьи: Иван Дедюля Андре Шрадер |
| Т. Кивисто (Я. Иммонен, М. Саломяки) — 05:14 О. Йокинен (Э. Хаула) — 32:26 Я. Иммонен Й. Лехтеря Э. Хаула П. Контиола И. Пакаринен | 1:0 2:0 2:1 2:2 Буллиты: | 41:57 — Р. Зури (К. Фиала) 56:35 — Р. Йоси (К. Роми, Р. Зури) Д. Бруннер Д. Холленштайн Р. Зури К. Фиала Д. Бруннер |            | Судьи: Мартин Франьо Антонин Йержабек Линейные судьи: Иван Дедюля Андре Шрадер |
| |                          | |            | Судьи: Мартин Франьо Антонин Йержабек Линейные судьи: Иван Дедюля Андре Шрадер |
| |                          | |            | Судьи: Мартин Франьо Антонин Йержабек Линейные судьи: Иван Дедюля Андре Шрадер |
| |                          | |            | Судьи: Мартин Франьо Антонин Йержабек Линейные судьи: Иван Дедюля Андре Шрадер |
| 2 мин | Штраф                    | 4 мин |            | Судьи: Мартин Франьо Антонин Йержабек Линейные судьи: Иван Дедюля Андре Шрадер |
| |                          | |            |                                                                                |
| | 25                       | Броски | 28         |                                                                                |

| 17 мая 2014 12:45 | Латвия | 1 : 4 (1:3, 0:1, 0:0) | Россия | Минск-Арена, Минск Зрителей: 14 427 |

| Отчёт                          | Отчёт               | Отчёт | Отчёт             | Отчёт                                                                           |
| ------------------------------ | ------------------- | --- | ----------------- | ------------------------------------------------------------------------------- |
|                                |                     | |                   |                                                                                 |
|                                | Кристерс Гудлевскис | Вратари | Сергей Бобровский | Судьи: Ларс Брюггеманн Алекси Рантала Линейные судьи: Пол Карнатан Джон Киллиан |
|                                | Голы:               | |                   | Судьи: Ларс Брюггеманн Алекси Рантала Линейные судьи: Пол Карнатан Джон Киллиан |
| М. Индрашис (Ю. Шталс) — 07:30 | 1:0 1:1 1:2 1:3 1:4 | 10:55 — В. Тихонов 15:23 — С. Широков (Е. Медведев, В. Тихонов) 18:12 — В. Тихонов (С. Плотников, А. Овечкин) 28:04 — С. Калинин (А. Кутузов) |                   | Судьи: Ларс Брюггеманн Алекси Рантала Линейные судьи: Пол Карнатан Джон Киллиан |
|                                |                     | |                   | Судьи: Ларс Брюггеманн Алекси Рантала Линейные судьи: Пол Карнатан Джон Киллиан |
|                                |                     | |                   | Судьи: Ларс Брюггеманн Алекси Рантала Линейные судьи: Пол Карнатан Джон Киллиан |
|                                |                     | |                   | Судьи: Ларс Брюггеманн Алекси Рантала Линейные судьи: Пол Карнатан Джон Киллиан |
| 33 мин                         | Штраф               | 6 мин |                   | Судьи: Ларс Брюггеманн Алекси Рантала Линейные судьи: Пол Карнатан Джон Киллиан |
|                                |                     | |                   |                                                                                 |
|                                | 15                  | Броски | 43                |                                                                                 |

| 17 мая 2014 16:45 | Беларусь | 5 : 2 (1:2, 1:0, 3:0) | Германия | Минск-Арена, Минск Зрителей: 14 478 |

| Отчёт | Отчёт                       | Отчёт                                                   | Отчёт    | Отчёт                                                                              |
| --- | --------------------------- | ------------------------------------------------------- | -------- | ---------------------------------------------------------------------------------- |
| |                             |                                                         |          |                                                                                    |
| | Виталий Коваль Кевин Лаланд | Вратари                                                 | Роб Зепп | Судьи: Роман Гофман Маркус Виннерборг Линейные судьи: Джимми Дамен Сакари Суоминен |
| | Голы:                       |                                                         |          | Судьи: Роман Гофман Маркус Виннерборг Линейные судьи: Джимми Дамен Сакари Суоминен |
| А. Степанов (М. Грабовский, А. Калюжный) — 15:27 А. Угаров (А. Степанов) — 34:23 М. Грабовский (С. Костицын, А. Калюжный) — 42:55 Д. Плэтт (Н. Стасенко, А. Стась) — 44:05 М. Грабовский (С. Костицын) — 49:54 | 0:1 0:2 1:2 2:2 3:2 4:2 5:2 | 08:04 — К. Хоспельт 11:53 — А. Барта (Ф. Шюц, Ф. Мауэр) |          | Судьи: Роман Гофман Маркус Виннерборг Линейные судьи: Джимми Дамен Сакари Суоминен |
| |                             |                                                         |          | Судьи: Роман Гофман Маркус Виннерборг Линейные судьи: Джимми Дамен Сакари Суоминен |
| |                             |                                                         |          | Судьи: Роман Гофман Маркус Виннерборг Линейные судьи: Джимми Дамен Сакари Суоминен |
| |                             |                                                         |          | Судьи: Роман Гофман Маркус Виннерборг Линейные судьи: Джимми Дамен Сакари Суоминен |
| 29 мин | Штраф                       | 2 мин                                                   |          | Судьи: Роман Гофман Маркус Виннерборг Линейные судьи: Джимми Дамен Сакари Суоминен |
| |                             |                                                         |          |                                                                                    |
| | 16                          | Броски                                                  | 19       |                                                                                    |

| 17 мая 2014 20:45 | Швейцария | 6 : 2 (2:0, 2:0, 2:2) | Казахстан | Минск-Арена, Минск Зрителей: 11 739 |

| Отчёт | Отчёт                           | Отчёт                                                                                                 | Отчёт           | Отчёт                                                                   |
| --- | ------------------------------- | --- | --------------- | ----------------------------------------------------------------------- |
| |                                 | |                 |                                                                         |
| | Рето Берра                      | Вратари                                                                                               | Виталий Еремеев | Судьи: Игор Дремель Мартин Франьо Линейные судьи: Иван Дедюля Пьер Деан |
| | Голы:                           | |                 | Судьи: Игор Дремель Мартин Франьо Линейные судьи: Иван Дедюля Пьер Деан |
| Д. Кукан — 09:44 Д. Холленштайн (М. Зегер, А. Амбюль) — 14:06 Я. Вебер (Р. Йоси) — 27:22 А. Амбюль (Д. Холленштайн) — 37:33 Л. Кунти (Р. Йоси, С. Мозер) — 43:16 Э. Блум (Л. Кунти, Д. Бруннер) — 46:05 | 1:0 2:0 3:0 4:0 5:0 6:0 6:1 6:2 | 50:22 — В. Краснослободцев (К. Даллман, Е. Блохин) 59:32 — Е. Рымарев (В. Краснослободцев, Е. Блохин) |                 | Судьи: Игор Дремель Мартин Франьо Линейные судьи: Иван Дедюля Пьер Деан |
| |                                 | |                 | Судьи: Игор Дремель Мартин Франьо Линейные судьи: Иван Дедюля Пьер Деан |
| |                                 | |                 | Судьи: Игор Дремель Мартин Франьо Линейные судьи: Иван Дедюля Пьер Деан |
| |                                 | |                 | Судьи: Игор Дремель Мартин Франьо Линейные судьи: Иван Дедюля Пьер Деан |
| 12 мин | Штраф                           | 45 мин                                                                                                |                 | Судьи: Игор Дремель Мартин Франьо Линейные судьи: Иван Дедюля Пьер Деан |
| |                                 | |                 |                                                                         |
| | 40                              | Броски                                                                                                | 25              |                                                                         |

| 18 мая 2014 16:45 | США | 3 : 1 (1:0, 0:0, 2:1) | Финляндия | Минск-Арена, Минск Зрителей: 13 030 |

| Отчёт                                                                                            | Отчёт           | Отчёт                                        | Отчёт       | Отчёт                                                                               |
| ------------------------------------------------------------------------------------------------ | --------------- | -------------------------------------------- | ----------- | ----------------------------------------------------------------------------------- |
|                                                                                                  |                 |                                              |             |                                                                                     |
|                                                                                                  | Тим Томас       | Вратари                                      | Пекка Ринне | Судьи: Ларс Брюггеманн Вячеслав Буланов Линейные судьи: Джастин Халл Мирослав Валах |
|                                                                                                  | Голы:           |                                              |             | Судьи: Ларс Брюггеманн Вячеслав Буланов Линейные судьи: Джастин Халл Мирослав Валах |
| Б. Нельсон (С. Джонс) — 00:19 Т. Джонсон (К. Смит, С. Джонс) — 46:42 Т. Джонсон (Д. Шор) — 59:14 | 1:0 2:0 2:1 3:1 | 56:46 — Т. Мянтюля (Я. Иммонен, Ю. Хиетанен) |             | Судьи: Ларс Брюггеманн Вячеслав Буланов Линейные судьи: Джастин Халл Мирослав Валах |
|                                                                                                  |                 |                                              |             | Судьи: Ларс Брюггеманн Вячеслав Буланов Линейные судьи: Джастин Халл Мирослав Валах |
|                                                                                                  |                 |                                              |             | Судьи: Ларс Брюггеманн Вячеслав Буланов Линейные судьи: Джастин Халл Мирослав Валах |
|                                                                                                  |                 |                                              |             | Судьи: Ларс Брюггеманн Вячеслав Буланов Линейные судьи: Джастин Халл Мирослав Валах |
| 10 мин                                                                                           | Штраф           | 8 мин                                        |             | Судьи: Ларс Брюггеманн Вячеслав Буланов Линейные судьи: Джастин Халл Мирослав Валах |
|                                                                                                  |                 |                                              |             |                                                                                     |
|                                                                                                  | 24              | Броски                                       | 23          |                                                                                     |

| 18 мая 2014 20:45 | Россия | 3 : 0 (0:0, 0:0, 3:0) | Германия | Минск-Арена, Минск Зрителей: 14 021 |

| Отчёт | Отчёт          | Отчёт   | Отчёт           | Отчёт                                                                         |
| --- | -------------- | ------- | --------------- | ----------------------------------------------------------------------------- |
| |                |         |                 |                                                                               |
| | А. Василевский | Вратари | Филипп Грубауер | Судьи: Игор Дремель Владимир Шиндлер Линейные судьи: Вит Ледерер Юп Лермакерс |
| | Голы:          |         |                 | Судьи: Игор Дремель Владимир Шиндлер Линейные судьи: Вит Ледерер Юп Лермакерс |
| В. Шипачёв (Е. Яковлев, С. Плотников) — 43:58 С. Широков (Д. Зарипов, А. Анисимов) — 50:10 В. Тихонов (А. Анисимов) — 59:15 | 1:0 2:0 3:0    |         |                 | Судьи: Игор Дремель Владимир Шиндлер Линейные судьи: Вит Ледерер Юп Лермакерс |
| |                |         |                 | Судьи: Игор Дремель Владимир Шиндлер Линейные судьи: Вит Ледерер Юп Лермакерс |
| |                |         |                 | Судьи: Игор Дремель Владимир Шиндлер Линейные судьи: Вит Ледерер Юп Лермакерс |
| |                |         |                 | Судьи: Игор Дремель Владимир Шиндлер Линейные судьи: Вит Ледерер Юп Лермакерс |
| 8 мин | Штраф          | 12 мин  |                 | Судьи: Игор Дремель Владимир Шиндлер Линейные судьи: Вит Ледерер Юп Лермакерс |
| |                |         |                 |                                                                               |
| | 31             | Броски  | 27              |                                                                               |

| 19 мая 2014 16:45 | Казахстан | 3 : 4 (2:2, 0:2, 1:0) | Финляндия | Минск-Арена, Минск Зрителей: 12 119 |

| Отчёт | Отчёт                      | Отчёт | Отчёт       | Отчёт                                                                 |
| --- | -------------------------- | --- | ----------- | --------------------------------------------------------------------- |
| |                            | |             |                                                                       |
| | А. Иванов, П. Полуэктов    | Вратари | Пекка Ринне | Судьи: Микаэль Норд Стив Патафи Линейные судьи: Пьер Деан Йон Киллиан |
| | Голы:                      | |             | Судьи: Микаэль Норд Стив Патафи Линейные судьи: Пьер Деан Йон Киллиан |
| Е. Рымарев (Ф. Полищук, В. Краснослободцев) – 14:32 Ф. Полищук (Е. Рымарев, В. Краснослободцев) (PP) – 15:51 К. Романов (Т. Жайлауов) (PP) – 59:31 | 0:1 :1 2:1 2:2 2:3 2:4 3:4 | 07:53 – О. Палола (Й. Лехтеря, Л. Комаров) (PP) 19:18 – Й. Лехтеря (Й. Каралахти) 27:24 – О. Йокинен (П. Контиола, Т. Мянтюля) (PP) 39:57 – Я. Иммонен (О. Йокинен, П. Йормакка) |             | Судьи: Микаэль Норд Стив Патафи Линейные судьи: Пьер Деан Йон Киллиан |
| |                            | |             | Судьи: Микаэль Норд Стив Патафи Линейные судьи: Пьер Деан Йон Киллиан |
| |                            | |             | Судьи: Микаэль Норд Стив Патафи Линейные судьи: Пьер Деан Йон Киллиан |
| |                            | |             | Судьи: Микаэль Норд Стив Патафи Линейные судьи: Пьер Деан Йон Киллиан |
| 8 мин | Штраф                      | 14 мин |             | Судьи: Микаэль Норд Стив Патафи Линейные судьи: Пьер Деан Йон Киллиан |
| |                            | |             |                                                                       |
| | 28                         | Броски | 33          |                                                                       |

| 19 мая 2014 20:45 | Латвия | 1 : 3 (0:2, 1:0, 0:1) | Беларусь | Минск-Арена, Минск Зрителей: 14 531 |

| Отчёт                               | Отчёт             | Отчёт | Отчёт        | Отчёт                                                                        |
| ----------------------------------- | ----------------- | --- | ------------ | ---------------------------------------------------------------------------- |
|                                     |                   | |              |                                                                              |
|                                     | Эдгарс Масальскис | Вратари | Кевин Лаланд | Судьи: Антонин Йержабек Кит Кавал Линейные судьи: Крис Карлсон Маси Пуолакка |
|                                     | Голы:             | |              | Судьи: Антонин Йержабек Кит Кавал Линейные судьи: Крис Карлсон Маси Пуолакка |
| А. Кулда (А. Ниживий) (5х4) - 33:55 | 0:1 0:2 1:2 1:3   | 08:07 - Д. Плэтт (Р. Граборенко, А. Стась) 08:40 - М. Грабовский(А. Калюжный, Д. Коробов) 59:59 - С. Костицын |              | Судьи: Антонин Йержабек Кит Кавал Линейные судьи: Крис Карлсон Маси Пуолакка |
|                                     |                   | |              | Судьи: Антонин Йержабек Кит Кавал Линейные судьи: Крис Карлсон Маси Пуолакка |
|                                     |                   | |              | Судьи: Антонин Йержабек Кит Кавал Линейные судьи: Крис Карлсон Маси Пуолакка |
|                                     |                   | |              | Судьи: Антонин Йержабек Кит Кавал Линейные судьи: Крис Карлсон Маси Пуолакка |
| 44 мин                              | Штраф             | 18 мин |              | Судьи: Антонин Йержабек Кит Кавал Линейные судьи: Крис Карлсон Маси Пуолакка |
|                                     |                   | |              |                                                                              |
|                                     | 19                | Броски | 16           |                                                                              |

| 20 мая 2014 12:45 | Германия | 4 : 5 (0:0, 3:3, 1:2) | США | Минск-Арена, Минск Зрителей: 11 845 |

| Отчёт | Отчёт                            | Отчёт | Отчёт    | Отчёт                                                                           |
| --- | -------------------------------- | --- | -------- | ------------------------------------------------------------------------------- |
| |                                  | |          |                                                                                 |
| | Д. аус ден Биркен                | Вратари | Т. Томас | Судьи: Вячеслав Буланов Мартин Франьо Линейные судьи: Николас Флюри Йон Киллиан |
| | Голы:                            | |          | Судьи: Вячеслав Буланов Мартин Франьо Линейные судьи: Николас Флюри Йон Киллиан |
| А. Вайсс – 23:32 К. Хоспельт (Т. Оппенхаймер, Л. Драйсайтль) (PP) – 30:29 Л. Драйсайтль (Т. Анкерт) – 35:13 Т. Ридер (Л. Драйсайтль, К. Хоспельт) (PP, EA) – 58:03 | 0:1 :1 1:2 :2 2:3 :3 3:4 3:5 4:5 | 21:44 – Д. Абделькадер (Т. Стэплтон, Д. Годро) 27:18 – Д. Шор (Д. Петри) (SH) 32:53 – М. Донован (Д. Годро, Д. Гардинер) (PP) 42:24 – Д. Годро (Д. Гардинер) (PP) 55:44 – Д. Абделькадер (Д. Годро) |          | Судьи: Вячеслав Буланов Мартин Франьо Линейные судьи: Николас Флюри Йон Киллиан |
| |                                  | |          | Судьи: Вячеслав Буланов Мартин Франьо Линейные судьи: Николас Флюри Йон Киллиан |
| |                                  | |          | Судьи: Вячеслав Буланов Мартин Франьо Линейные судьи: Николас Флюри Йон Киллиан |
| |                                  | |          | Судьи: Вячеслав Буланов Мартин Франьо Линейные судьи: Николас Флюри Йон Киллиан |
| 8 мин | Штраф                            | 14 мин |          | Судьи: Вячеслав Буланов Мартин Франьо Линейные судьи: Николас Флюри Йон Киллиан |
| |                                  | |          |                                                                                 |
| | 28                               | Броски | 36       |                                                                                 |

| 20 мая 2014 16:45 | Латвия | 2 : 3 (0:2, 1:1, 1:0) | Швейцария | Минск-Арена, Минск Зрителей: 12 868 |

| Отчёт                                                                                         | Отчёт               | Отчёт | Отчёт    | Отчёт                                                                         |
| --------------------------------------------------------------------------------------------- | ------------------- | --- | -------- | ----------------------------------------------------------------------------- |
|                                                                                               |                     | |          |                                                                               |
|                                                                                               | К. Гудлевскис       | Вратари | Р. Берра | Судьи: Юри Ронн Маркус Виннерборг Линейные судьи: Джимми Дамен Мирослав Валах |
|                                                                                               | Голы:               | |          | Судьи: Юри Ронн Маркус Виннерборг Линейные судьи: Джимми Дамен Мирослав Валах |
| К. Ясс (А. Джериньш, А. Кулда) – 21:57 З. Гиргенсонс (К. Сотниекс, Х. Васильевс) (EA) – 57:37 | 0:1 0:2 0:3 1:3 2:3 | 08:39 – Д. Бруннер (Л. Кунти, Д. Холленштайн) 10:49 – Д. Шлумпф (А. Амбюль) 20:27 – Я. Вебер (Р. Йози, А. Амбюль) |          | Судьи: Юри Ронн Маркус Виннерборг Линейные судьи: Джимми Дамен Мирослав Валах |
|                                                                                               |                     | |          | Судьи: Юри Ронн Маркус Виннерборг Линейные судьи: Джимми Дамен Мирослав Валах |
|                                                                                               |                     | |          | Судьи: Юри Ронн Маркус Виннерборг Линейные судьи: Джимми Дамен Мирослав Валах |
|                                                                                               |                     | |          | Судьи: Юри Ронн Маркус Виннерборг Линейные судьи: Джимми Дамен Мирослав Валах |
| 8 мин                                                                                         | Штраф               | 12 мин |          | Судьи: Юри Ронн Маркус Виннерборг Линейные судьи: Джимми Дамен Мирослав Валах |
|                                                                                               |                     | |          |                                                                               |
|                                                                                               | 28                  | Броски | 26       |                                                                               |

| 20 мая 2014 20:45 | Россия | 2 : 1 (0:0, 2:0, 0:1) | Беларусь | Минск-Арена, Минск Зрителей: 14 679 |

| Отчёт                                                                                 | Отчёт         | Отчёт                                       | Отчёт                                       | Отчёт                                                                        |
| ------------------------------------------------------------------------------------- | ------------- | ------------------------------------------- | ------------------------------------------- | ---------------------------------------------------------------------------- |
|                                                                                       |               |                                             |                                             |                                                                              |
|                                                                                       | С. Бобровский | Вратари                                     | Виталий Коваль (36:14) Кевин Лаланд (22:21) | Судьи: Микаэль Норд Стив Патафи Линейные судьи: Пол Карнатан Сакари Суоминен |
|                                                                                       | Голы:         |                                             |                                             | Судьи: Микаэль Норд Стив Патафи Линейные судьи: Пол Карнатан Сакари Суоминен |
| С. Плотников (В. Шипачёв, В. Тихонов) - 32:46 В. Шипачёв (С. Плотников) (5х4) - 35:47 | 1:0 2:0 2:1   | 45:49 - В. Денисов (А. Китаров, Д. Коробов) |                                             | Судьи: Микаэль Норд Стив Патафи Линейные судьи: Пол Карнатан Сакари Суоминен |
|                                                                                       |               |                                             |                                             | Судьи: Микаэль Норд Стив Патафи Линейные судьи: Пол Карнатан Сакари Суоминен |
|                                                                                       |               |                                             |                                             | Судьи: Микаэль Норд Стив Патафи Линейные судьи: Пол Карнатан Сакари Суоминен |
|                                                                                       |               |                                             |                                             | Судьи: Микаэль Норд Стив Патафи Линейные судьи: Пол Карнатан Сакари Суоминен |
| 10 мин                                                                                | Штраф         | 8 мин                                       |                                             | Судьи: Микаэль Норд Стив Патафи Линейные судьи: Пол Карнатан Сакари Суоминен |
|                                                                                       |               |                                             |                                             |                                                                              |
|                                                                                       | 27            | Броски                                      | 20                                          |                                                                              |

## Плей-офф

### Сетка
|  | Четвертьфиналы | Четвертьфиналы | Четвертьфиналы | Четвертьфиналы | Четвертьфиналы | Четвертьфиналы | Четвертьфиналы | Четвертьфиналы | Четвертьфиналы | Четвертьфиналы |        |           | Полуфиналы | Полуфиналы | Полуфиналы | Полуфиналы        | Полуфиналы        | Полуфиналы        | Полуфиналы        | Полуфиналы        | Полуфиналы        | Полуфиналы        |                   |                   | Финал             | Финал     | Финал     | Финал     | Финал     | Финал     | Финал     | Финал  | Финал  | Финал |
|  |                |                |                |                |                |                |                |                |                |                |        |           |            |            |            |                   |                   |                   |                   |                   |                   |                   |                   |                   |                   |           |           |           |           |           |           |        |        |       |
|  | A1             | Канада         | Канада         | Канада         | Канада         | Канада         | Канада         | Канада         | Канада         | 2              |        |           |            |            |            |                   |                   |                   |                   |                   |                   |                   |                   |                   |                   |           |           |           |           |           |           |        |        |       |
|  | A1             | Канада         | Канада         | Канада         | Канада         | Канада         | Канада         | Канада         | Канада         | 2              |        |           |            |            |            |                   |                   |                   |                   |                   |                   |                   |                   |                   |                   |           |           |           |           |           |           |        |        |       |
|  | B4             | Финляндия      | Финляндия      | Финляндия      | Финляндия      | Финляндия      | Финляндия      | Финляндия      | Финляндия      | 3              |        |           |            |            |            |                   |                   |                   |                   |                   |                   |                   |                   |                   |                   |           |           |           |           |           |           |        |        |       |
|  | B4             | Финляндия      | Финляндия      | Финляндия      | Финляндия      | Финляндия      | Финляндия      | Финляндия      | Финляндия      | 3              | B4     | Финляндия | Финляндия  | Финляндия  | Финляндия  | Финляндия         | Финляндия         | Финляндия         | Финляндия         | 3                 |                   |                   |                   |                   |                   |           |           |           |           |           |           |        |        |       |
|  |                |                |                |                |                |                |                |                |                |                | B4     | Финляндия | Финляндия  | Финляндия  | Финляндия  | Финляндия         | Финляндия         | Финляндия         | Финляндия         | 3                 |                   |                   |                   |                   |                   |           |           |           |           |           |           |        |        |       |
|  |                |                | A3             | Чехия          | Чехия          | Чехия          | Чехия          | Чехия          | Чехия          | Чехия          | Чехия  | 0         |            |            |            |                   |                   |                   |                   |                   |                   |                   |                   |                   |                   |           |           |           |           |           |           |        |        |       |
|  | B2             | США            | США            | США            | США            | США            | США            | США            | США            | Чехия          | Чехия  | 0         | 3          |            |            |                   |                   |                   |                   |                   |                   |                   |                   |                   |                   |           |           |           |           |           |           |        |        |       |
|  | B2             | США            | США            | США            | США            | США            | США            | США            | США            |                |        |           | 3          |            |            |                   |                   |                   |                   |                   |                   |                   |                   |                   |                   |           |           |           |           |           |           |        |        |       |
|  | A3             | Чехия          | Чехия          | Чехия          | Чехия          | Чехия          | Чехия          | Чехия          | Чехия          | 4              |        |           |            |            |            |                   |                   |                   |                   |                   |                   |                   |                   |                   |                   |           |           |           |           |           |           |        |        |       |
|  | A3             | Чехия          | Чехия          | Чехия          | Чехия          | Чехия          | Чехия          | Чехия          | Чехия          | 4              |        |           |            |            |            |                   |                   |                   |                   |                   |                   |                   | B4                | Финляндия         | Финляндия         | Финляндия | Финляндия | Финляндия | Финляндия | Финляндия | Финляндия | 2      |        |       |
|  |                |                |                |                |                |                |                |                |                |                |        |           |            |            |            |                   |                   |                   |                   |                   |                   |                   | B4                | Финляндия         | Финляндия         | Финляндия | Финляндия | Финляндия | Финляндия | Финляндия | Финляндия | 2      |        |       |
|  |                |                | B1             | Россия         | Россия         | Россия         | Россия         | Россия         | Россия         | Россия         | Россия | 5         |            |            |            |                   |                   |                   |                   |                   |                   |                   |                   |                   |                   |           |           |           |           |           |           |        |        |       |
|  | В1             | Россия         | Россия         | Россия         | Россия         | Россия         | Россия         | Россия         | Россия         | Россия         | Россия | 5         | 3          |            |            |                   |                   |                   |                   |                   |                   |                   |                   |                   |                   |           |           |           |           |           |           |        |        |       |
|  | В1             | Россия         | Россия         | Россия         | Россия         | Россия         | Россия         | Россия         | Россия         |                |        |           | 3          |            |            |                   |                   |                   |                   |                   |                   |                   |                   |                   |                   |           |           |           |           |           |           |        |        |       |
|  | А4             | Франция        | Франция        | Франция        | Франция        | Франция        | Франция        | Франция        | Франция        | 0              |        |           |            |            |            |                   |                   |                   |                   |                   |                   |                   |                   |                   |                   |           |           |           |           |           |           |        |        |       |
|  | А4             | Франция        | Франция        | Франция        | Франция        | Франция        | Франция        | Франция        | Франция        | 0              | B1     | Россия    | Россия     | Россия     | Россия     | Россия            | Россия            | Россия            | Россия            | 3                 |                   |                   |                   |                   |                   |           |           |           |           |           |           |        |        |       |
|  |                |                |                |                |                |                |                |                |                |                | B1     | Россия    | Россия     | Россия     | Россия     | Россия            | Россия            | Россия            | Россия            | 3                 |                   |                   |                   |                   |                   |           |           |           |           |           |           |        |        |       |
|  |                |                | A2             | Швеция         | Швеция         | Швеция         | Швеция         | Швеция         | Швеция         | Швеция         | Швеция | 1         |            |            |            |                   |                   |                   |                   |                   |                   |                   |                   |                   |                   |           |           |           |           |           |           |        |        |       |
|  | А2             | Швеция         | Швеция         | Швеция         | Швеция         | Швеция         | Швеция         | Швеция         | Швеция         | Швеция         | Швеция | 1         | 3          |            |            | Матч за 3-е место | Матч за 3-е место | Матч за 3-е место | Матч за 3-е место | Матч за 3-е место | Матч за 3-е место | Матч за 3-е место | Матч за 3-е место | Матч за 3-е место | Матч за 3-е место |           |           |           |           |           |           |        |        |       |
|  | А2             | Швеция         | Швеция         | Швеция         | Швеция         | Швеция         | Швеция         | Швеция         | Швеция         |                |        |           | 3          |            |            | Матч за 3-е место | Матч за 3-е место | Матч за 3-е место | Матч за 3-е место | Матч за 3-е место | Матч за 3-е место | Матч за 3-е место | Матч за 3-е место | Матч за 3-е место | Матч за 3-е место |           |           |           |           |           |           |        |        |       |
|  | В3             | Беларусь       | Беларусь       | Беларусь       | Беларусь       | Беларусь       | Беларусь       | Беларусь       | Беларусь       | 2              |        |           |            |            |            |                   |                   |                   |                   |                   |                   |                   |                   |                   |                   |           |           |           |           |           |           |        |        |       |
|  | В3             | Беларусь       | Беларусь       | Беларусь       | Беларусь       | Беларусь       | Беларусь       | Беларусь       | Беларусь       | 2              |        |           |            |            |            |                   |                   |                   |                   |                   |                   |                   |                   |                   |                   |           |           |           |           |           |           |        |        |       |
|  |                |                |                |                |                |                |                |                |                |                |        |           |            |            |            |                   |                   |                   |                   |                   |                   |                   |                   |                   | A3                | Чехия     | Чехия     | Чехия     | Чехия     | Чехия     | Чехия     | Чехия  | Чехия  | 0     |
|  |                |                |                |                |                |                |                |                |                |                |        |           |            |            |            |                   |                   |                   |                   |                   |                   |                   |                   |                   | A3                | Чехия     | Чехия     | Чехия     | Чехия     | Чехия     | Чехия     | Чехия  | Чехия  | 0     |
|  |                |                |                |                |                |                |                |                |                |                |        |           |            |            |            |                   |                   |                   |                   |                   |                   |                   |                   |                   | A2                | Швеция    | Швеция    | Швеция    | Швеция    | Швеция    | Швеция    | Швеция | Швеция | 3     |
|  |                |                |                |                |                |                |                |                |                |                |        |           |            |            |            |                   |                   |                   |                   |                   |                   |                   |                   |                   | A2                | Швеция    | Швеция    | Швеция    | Швеция    | Швеция    | Швеция    | Швеция | Швеция | 3     |

### Четвертьфинальные матчи
| 22 мая 2014 16:00 | США | 3 : 4 (1:1, 0:3, 2:0) | Чехия | Чижовка-Арена, Минск Зрителей: 8234 |

| Отчёт | Отчёт                       | Отчёт | Отчёт           | Отчёт |
| --- | --------------------------- | --- | --------------- | ----- |
| |                             | |                 |       |
| | Тим Томас                   | Вратари | Александр Салак |       |
| | Голы:                       | |                 |       |
| П. Мюллер (К. Смит, С. Джонс) (5х4) - 06:54 Т. Джонсон (С. Джонс, П. Мюллер) - 58:50 Т. Джонсон (К. Смит) - 59:03 | 1:0 1:1 1:2 1:3 1:4 2:4 3:4 | 09:25 - Т. Ролинек (Я. Коварж) 26:51 - Т. Гертл (И. Новотны) (5х4) 28:06 - Р. Червенка (П. Заморский, Я. Коларж) (5х4) 36:19 - О. Немец (И. Новотны, Я. Ягр) (5х4) |                 |       |
| |                             | |                 |       |
| |                             | |                 |       |
| |                             | |                 |       |
| 41 мин | Штраф                       | 14 мин |                 |       |
| |                             | |                 |       |
| | 34                          | Броски | 33              |       |

| 22 мая 2014 17:00 | Россия | 3 : 0 (1:0, 1:0, 1:0) | Франция | Минск-Арена, Минск Зрителей: 14 011 |

| Отчёт | Отчёт             | Отчёт   | Отчёт         | Отчёт |
| --- | ----------------- | ------- | ------------- | ----- |
| |                   |         |               |       |
| | Сергей Бобровский | Вратари | Кристобаль Юэ |       |
| | Голы:             |         |               |       |
| А. Анисимов (Е. Яковлев) - 04:21 Е. Малкин (Н. Кулёмин, В. Тихонов) (5х4) - 20:52 А. Кутузов (Н. Кулёмин, Е. Малкин) - 47:36 | 1:0 2:0 3:0       |         |               |       |
| |                   |         |               |       |
| |                   |         |               |       |
| |                   |         |               |       |
| 12 мин | Штраф             | 18 мин  |               |       |
| |                   |         |               |       |
| | 28                | Броски  | 16            |       |

| 22 мая 2014 20:00 | Канада | 2 : 3 (0:1, 2:0, 0:2) | Финляндия | Чижовка-Арена, Минск Зрителей: 8671 |

| Отчёт                                         | Отчёт              | Отчёт | Отчёт       | Отчёт |
| --------------------------------------------- | ------------------ | --- | ----------- | ----- |
|                                               |                    | |             |       |
|                                               | Бен Скривенс       | Вратари | Пекка Ринне |       |
|                                               | Голы:              | |             |       |
| К. Туррис (М. Рид) - 25:41 М. Шейфеле - 32:08 | 0:1 :1 2:1 2:2 2:3 | 06:14 - О. Палола (Ю. Хиетанен, Й. Лехтеря) (5х4) 40:28 - Ю. Хиетанен (Й. Лехтеря, П. Контиола) 56:52 - И. Пакаринен (Й. Лехтеря) |             |       |
|                                               |                    | |             |       |
|                                               |                    | |             |       |
|                                               |                    | |             |       |
| 6 мин                                         | Штраф              | 12 мин |             |       |
|                                               |                    | |             |       |
|                                               | 38                 | Броски | 26          |       |

| 22 мая 2014 21:00 | Швеция | 3 : 2 (1:0, 1:2, 1:0) | Беларусь | Минск-Арена, Минск Зрителей: 14 598 |

| Отчёт | Отчёт              | Отчёт                                                                   | Отчёт        | Отчёт |
| --- | ------------------ | ----------------------------------------------------------------------- | ------------ | ----- |
| |                    |                                                                         |              |       |
| | Андерс Нильссон    | Вратари                                                                 | Кевин Лаланд |       |
| | Голы:              |                                                                         |              |       |
| Н. Даниэльссон (М. Экхольм, Л. Класен) (5х4) - 13:41 Дж. Эрикссон (М. Нюгрен, М. Баклунд) (5х4) - 37:27 М. Экхольм - 53:38 | 1:0 1:1 1:2 :2 3:2 | 25:39 - Д. Плэтт (А. Калюжный, А. Стась) 34:14 - А. Ефименко (Д. Плэтт) |              |       |
| |                    |                                                                         |              |       |
| |                    |                                                                         |              |       |
| |                    |                                                                         |              |       |
| 6 мин | Штраф              | 8 мин                                                                   |              |       |
| |                    |                                                                         |              |       |
| | 25                 | Броски                                                                  | 23           |       |

### Полуфинальные матчи
| 24 мая 2014 14:45 | Россия | 3 : 1 (2:1, 1:0, 0:0) | Швеция | Минск-Арена, Минск Зрителей: 14 521 |

| Отчёт | Отчёт             | Отчёт                                      | Отчёт           | Отчёт                                                                            |
| --- | ----------------- | ------------------------------------------ | --------------- | -------------------------------------------------------------------------------- |
| |                   |                                            |                 |                                                                                  |
| | Сергей Бобровский | Вратари                                    | Андерс Нильссон | Судьи: Кит Кавал Владимир Шиндлер Линейные судьи: Сакари Суоминен Мирослав Валах |
| | Голы:             |                                            |                 | Судьи: Кит Кавал Владимир Шиндлер Линейные судьи: Сакари Суоминен Мирослав Валах |
| С. Плотников (Е. Медведев, В. Шипачёв) — 13:25 С. Широков (Д. Зарипов, Е. Медведев) -18:00 А. Белов (Д. Зарипов, А. Овечкин) - 31:02 | 0:1 :1 2:1 3:1    | 00:19 - О.Меллер (Ю.Линдрстрем, М.Баклунд) |                 | Судьи: Кит Кавал Владимир Шиндлер Линейные судьи: Сакари Суоминен Мирослав Валах |
| |                   |                                            |                 | Судьи: Кит Кавал Владимир Шиндлер Линейные судьи: Сакари Суоминен Мирослав Валах |
| |                   |                                            |                 | Судьи: Кит Кавал Владимир Шиндлер Линейные судьи: Сакари Суоминен Мирослав Валах |
| |                   |                                            |                 | Судьи: Кит Кавал Владимир Шиндлер Линейные судьи: Сакари Суоминен Мирослав Валах |
| 10 мин | Штраф             | 37 мин                                     |                 | Судьи: Кит Кавал Владимир Шиндлер Линейные судьи: Сакари Суоминен Мирослав Валах |
| |                   |                                            |                 |                                                                                  |
| | 34                | Броски                                     | 23              |                                                                                  |

| 24 мая 2014 18:45 | Чехия | 0 : 3 (0:1, 0:1, 0:1) | Финляндия | Минск-Арена, Минск Зрителей: 14 378 |

| Отчёт  | Отчёт           | Отчёт | Отчёт       | Отчёт |
| ------ | --------------- | --- | ----------- | ----- |
|        |                 | |             |       |
|        | Александр Салак | Вратари | Пекка Ринне |       |
|        | Голы:           | |             |       |
|        | 0:1 0:2 0:3     | 08:57 - Й. Лехтеря (Ю. Хиетанен, Т. Мянтюля) 31:02 - Я. Иммонен (П. Контиола, Й. Каралахти) (5x4) 59:49 - Й. Лехтеря (Л. Комаров, Я. Иммонен) |             |       |
|        |                 | |             |       |
|        |                 | |             |       |
|        |                 | |             |       |
| 10 мин | Штраф           | 6 мин |             |       |
|        |                 | |             |       |
|        | 20              | Броски | 26          |       |

### Матч за 3-е место
Время местное (UTC+3).
| 25 мая 2014 16:30 | Швеция | 3 : 0 (2:0, 0:0, 1:0) | Чехия | Минск-Арена, Минск Зрителей: 14 001 |

| Отчёт | Отчёт           | Отчёт   | Отчёт           | Отчёт                                                                           |
| --- | --------------- | ------- | --------------- | ------------------------------------------------------------------------------- |
| |                 |         |                 |                                                                                 |
| | Андерс Нильссон | Вратари | Александр Салак | Судьи: Вячеслав Буланов Юри Ронн Линейные судьи: Сакари Суоминен Мирослав Валах |
| | Голы:           |         |                 | Судьи: Вячеслав Буланов Юри Ронн Линейные судьи: Сакари Суоминен Мирослав Валах |
| Й. Линдстрем (Н. Андерсен, О. Меллер) — 04:28 С. Яльмарссон (М. Экхольм, Н. Даниэльссон) — 15:44 М. Баклунд (Э. Густафссон, Й. Линдстрем ) — 48:22 | 1:0 2:0 3:0     |         |                 | Судьи: Вячеслав Буланов Юри Ронн Линейные судьи: Сакари Суоминен Мирослав Валах |
| |                 |         |                 | Судьи: Вячеслав Буланов Юри Ронн Линейные судьи: Сакари Суоминен Мирослав Валах |
| |                 |         |                 | Судьи: Вячеслав Буланов Юри Ронн Линейные судьи: Сакари Суоминен Мирослав Валах |
| |                 |         |                 | Судьи: Вячеслав Буланов Юри Ронн Линейные судьи: Сакари Суоминен Мирослав Валах |
| 14 мин | Штраф           | 10 мин  |                 | Судьи: Вячеслав Буланов Юри Ронн Линейные судьи: Сакари Суоминен Мирослав Валах |
| |                 |         |                 |                                                                                 |
| | 24              | Броски  | 29              |                                                                                 |

### Финальный матч
Время местное (UTC+3).
| 25 мая 2014 21:00 | Россия | 5 : 2 (1:1, 2:1, 2:0) | Финляндия | Минск-Арена, Минск Зрителей: 15 112 |

| Отчёт | Отчёт                      | Отчёт                                                                               | Отчёт       | Отчёт                                                                     |
| --- | -------------------------- | ----------------------------------------------------------------------------------- | ----------- | ------------------------------------------------------------------------- |
| |                            |                                                                                     |             |                                                                           |
| | С. Бобровский              | Вратари                                                                             | Пекка Ринне | Судьи: Ларс Брюггеман Кит Кавал Линейные судьи: Крис Карлсон Андре Шрадер |
| | Голы:                      |                                                                                     |             | Судьи: Ларс Брюггеман Кит Кавал Линейные судьи: Крис Карлсон Андре Шрадер |
| С. Широков (Д. Зарипов) (5х4) — 10:45 А. Овечкин (В. Шипачёв) — 27:34 Е. Малкин (Д. Зарипов) (5х3) — 35:36 Д. Зарипов (С. Широков) (5х4) — 44:24 В. Тихонов (А. Кутузов, Н. Кулёмин) (5х4) — 55:53 | 1:0 1:1 1:2 :2 3:2 4:2 5:2 | 19:57 — И. Пакаринен (Й. Лехтеря) 26:51 — (5х4) О. Палола (П. Йормакка, Й. Лехтеря) |             | Судьи: Ларс Брюггеман Кит Кавал Линейные судьи: Крис Карлсон Андре Шрадер |
| |                            |                                                                                     |             | Судьи: Ларс Брюггеман Кит Кавал Линейные судьи: Крис Карлсон Андре Шрадер |
| |                            |                                                                                     |             | Судьи: Ларс Брюггеман Кит Кавал Линейные судьи: Крис Карлсон Андре Шрадер |
| |                            |                                                                                     |             | Судьи: Ларс Брюггеман Кит Кавал Линейные судьи: Крис Карлсон Андре Шрадер |
| 12 мин | Штраф                      | 28 мин                                                                              |             | Судьи: Ларс Брюггеман Кит Кавал Линейные судьи: Крис Карлсон Андре Шрадер |
| |                            |                                                                                     |             |                                                                           |
| | 39                         | Броски                                                                              | 26          |                                                                           |

## Итоговое положение команд
|  | Условные цветовые обозначения |
|  | ----------------------------- |
|  | Команда — чемпион мира        |
|  | Команда — серебряный призёр   |
|  | Команда — бронзовый призёр    |
|  | Переходящие в Первый дивизион |

|     | Россия    |
|     | Финляндия |
|     | Швеция    |
| 4.  | Чехия     |
| 5.  | Канада    |
| 6.  | США       |
| 7.  | Беларусь  |
| 8.  | Франция   |
| 9.  | Словакия  |
| 10. | Швейцария |
| 11. | Латвия    |
| 12. | Норвегия  |
| 13. | Дания     |
| 14. | Германия  |
| 15. | Италия    |
| 16. | Казахстан |

## Чемпион
| Чемпион мира по хоккею с шайбой 2014 |
| Россия Пятый титул                   |

## Статистика чемпионата

### Полевые игроки
Список игроков отсортирован сначала по количеству очков, затем — по количеству забитых шайб (при равенстве очков и голов выше стоит хоккеист, проведший меньшее число матчей).
| №  | Игрок               | И  | Г | П  | О  | +/− | Ш  | Поз |
| -- | ------------------- | -- | - | -- | -- | --- | -- | --- |
| 1  | Виктор Тихонов      | 10 | 8 | 8  | 16 | +10 | 10 | Н   |
| 2  | Данис Зарипов       | 10 | 3 | 10 | 13 | +7  | 6  | Н   |
| 3  | Сергей Плотников    | 10 | 6 | 6  | 12 | +7  | 12 | Н   |
| 4  | Йори Лехтеря        | 10 | 3 | 9  | 12 | +4  | 10 | Н   |
| 5  | Антуан Руссель      | 8  | 6 | 5  | 11 | +6  | 16 | Н   |
| 6  | Юаким Линдстрём     | 9  | 5 | 6  | 11 | +4  | 4  | Н   |
| 7  | Михел Миклик        | 7  | 4 | 7  | 11 | +5  | 0  | Н   |
| 8  | Александр Овечкин   | 9  | 4 | 7  | 11 | +6  | 8  | Н   |
| 9  | Сет Джонс           | 8  | 2 | 9  | 11 | +8  | 6  | З   |
| 10 | Джонни Годро        | 8  | 2 | 8  | 10 | +4  | 2  | Н   |
| 11 | Стефан Да Коста     | 8  | 6 | 3  | 9  | +7  | 6  | Н   |
| 11 | Тайлер Джонсон      | 8  | 6 | 3  | 9  | +3  | 2  | Н   |
| 11 | Джоэл Уорд          | 8  | 6 | 3  | 9  | +7  | 4  | Н   |
| 14 | Петри Контиола      | 10 | 3 | 6  | 9  | +3  | 20 | Н   |
| 14 | Оскар Мёллер        | 10 | 3 | 6  | 9  | +3  | 4  | Н   |
| 16 | Линус Класен        | 10 | 2 | 7  | 9  | +3  | 8  | Н   |
| 17 | Коди Ходжсон        | 8  | 6 | 2  | 8  | +3  | 4  | Н   |
| 18 | Микаэль Баклунд     | 10 | 5 | 3  | 8  | +3  | 29 | Н   |
| 19 | Михаил Грабовский   | 6  | 4 | 4  | 8  | +4  | 0  | Н   |
| 20 | Томаш Татар         | 7  | 4 | 4  | 8  | +5  | 6  | Н   |
| 21 | Сергей Костицын     | 8  | 4 | 4  | 8  | +5  | 10 | Н   |
| 22 | Яромир Ягр          | 10 | 4 | 4  | 8  | -2  | 14 | Н   |
| 23 | Пьер-Эдуар Белльмар | 8  | 3 | 5  | 8  | +6  | 6  | Н   |
| 23 | Крэйг Смит          | 8  | 3 | 5  | 8  | +3  | 10 | Н   |
| 25 | Матис Олимб         | 7  | 1 | 7  | 8  | +3  | 12 | Н   |
| 26 | Брок Нельсон        | 8  | 5 | 2  | 7  | +5  | 20 | Н   |
| 27 | Вадим Шипачёв       | 7  | 3 | 4  | 7  | +4  | 4  | Н   |
| 28 | Николай Кулёмин     | 10 | 3 | 4  | 7  | +3  | 2  | Н   |
| 29 | Маттиас Экхольм     | 10 | 2 | 5  | 7  | +1  | 8  | З   |
| 29 | Ондржей Немец       | 10 | 2 | 5  | 7  | +2  | 2  | З   |

И = Количество проведённых игр; Г = Голы; П = Передачи; О = Очки; +/− = Плюс/минус; Ш = Штрафы в минутах; Поз = Позиция

По данным: IIHF.com

### Вратари
В список, основанный на проценте отражённых бросков, включены пять лучших вратарей, которые играли по крайней мере 40 % от времени, проведённого на льду своей командой:
| № | Игрок             | В      | ПШ | ПС   | Б   | %     | С |
| - | ----------------- | ------ | -- | ---- | --- | ----- | - |
| 1 | Сергей Бобровский | 480:00 | 9  | 1.13 | 181 | 95.03 | 2 |
| 2 | Штеффен Сёберг    | 175:45 | 6  | 2.05 | 116 | 94.83 | 0 |
| 3 | Кевин Лаланд      | 240:37 | 5  | 1.25 | 80  | 93.75 | 0 |
| 4 | Андерс Нильссон   | 545:11 | 14 | 1.54 | 224 | 93.75 | 2 |
| 5 | Бен Скривенс      | 241:07 | 7  | 1.74 | 112 | 93.75 | 0 |

В = Время на льду (минуты: секунды); Б = Броски по воротам; ПШ = Пропущенные шайбы; ПС = Пропущенные шайбы в среднем за игру; % = Процент отражённых бросков ; С = Сухой матч

По данным: IIHF.com

### Транспортная инфраструктура и транспортное сообщение

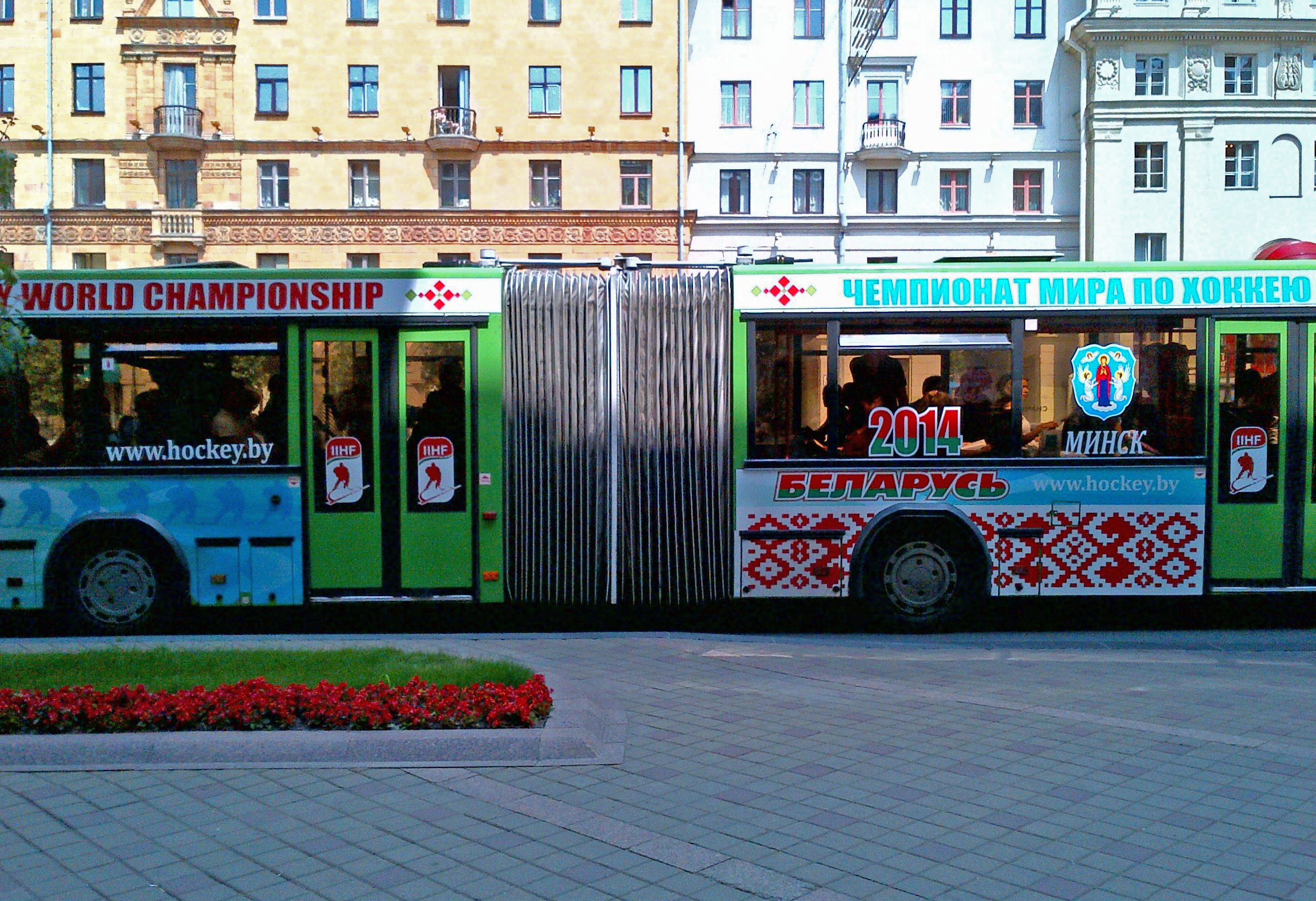
Автобус в Минске

### Индивидуальные награды
Самый ценный игрок (MVP):
| Игрок       | В      | ПШ | ПС   | Б   | %     | С |
| ----------- | ------ | -- | ---- | --- | ----- | - |
| Пекка Ринне | 543:21 | 17 | 1.88 | 237 | 92.83 | 3 |

Лучшие игроки:
- Вратарь:  Сергей Бобровский
- Защитник:  Сет Джонс
- Нападающий:  Виктор Тихонов

По данным: IIHF.com
Символическая сборная:
- Вратарь:  Пекка Ринне
- Защитники:  Сет Джонс —  Антон Белов
- Нападающие:  Сергей Плотников —  Виктор Тихонов —  Антуан Руссель

По данным: IIHF.com